# Critérium de Saint-Georges-de-Chesné
Le Grand Prix de  Saint-Georges-de-Chesné (Ille-et-Vilaine) est une ancienne course cycliste française, créée par le maire de la commune de l'époque, Louis Delaunay. L'épreuve connaît 22 éditions de 1948 à 1976. D'abord course régionale, l'épreuve devient dans les années 1960 l'un des critériums cyclistes les plus réputés d'Ille-et-Vilaine et de Bretagne,.

## Histoire
| \| Saint-Georges-de-Chesné \| Localisation de Saint-Georges-de-Chesné en Bretagne. |
| Saint-Georges-de-Chesné                                                            |

### Les prémices avant-guerre
Des courses cyclistes régionales ont déjà lieu à Saint-Georges-de-Chesné dès les années 1920. En 1926, Eugène Bréard (sur cycles Sparting) gagne à Saint-Georges-de-Chesné (la même année, il termine troisième à Martigné). Lors des assemblées annuelles de la commune, futur cadre des premières éditions du Grand Prix cycliste, des courses cantonales ont déjà lieu en 1929 et 1938. Une course régionale a lieu le 23 avril 1939 sur un circuit de 20 kilomètres à effectuer deux fois, qui est réservée aux coureurs non licenciés.

### Le Grand Critérium cycliste international 1959-1969
À partir de 1962, et jusqu'en 1970, la ville de Laval décide d'organiser un critérium cycliste professionnel, qui se déroule aux mêmes dates (2e week-end de septembre) que celui de Saint-Georges. Les deux critériums ont lieu le même week-end en 1962 et 1964, puis les organisateurs de Saint-Georges-de-Chesné décident d'avancer les dates des éditions 1965 et 1966. Les deux communes, distantes de 50 kilomètres, ne partagent pas le même budget. Cela prive le Grand prix à la fois de têtes d'affiche chez les coureurs et aussi de spectateurs car des services de cars sont organisés depuis le Pays de Fougères jusqu'à Laval. Pour exemple, lors de sa première édition, le critérium de Laval offre une Simca 1000 au vainqueur.

## Organisation
Le Grand Prix cycliste est organisé par le comité des fêtes de la commune et par l'équipe municipale. Louis Delaunay est la cheville ouvrière de la course cycliste ; marchand de bestiaux de profession, il est à la fois maire de la commune et  président du comité des fêtes. Le Grand prix cycliste se déroule, à l'origine, durant les fêtes annuelles de la commune : à la fin du mois d'avril ou au début du mois de mai. À partir de 1955, lorsque la course prend de l'envergure, elle se déroule au début du mois de septembre généralement, après le Tour de France, afin d'accueillir les coureurs qui ont brillé lors de cette épreuve. En 1959, la course est inscrite au calendrier international et doit avoir lieu le deuxième dimanche de septembre, après la fête des Angevines à Fougères, qui comporte aussi une course cycliste.
Autour de la course cycliste, on trouve des animations : courses à pied, concours d'accordéon, concours de palet, courses de lenteur à vélo, bals, etc.
De 1949 à 1964, le contrôle sportif de l'épreuve est effectué par le Vélo Sportif Fougerais, l'un des deux clubs cyclistes de Fougères. Puis de 1965 à 1971 c'est le Véloce Club Rennais qui se prend en charge le contrôle sportif de la course.
L'épreuve est parrainée par La Chronique Républicaine, l'hebdomadaire du pays de Fougères.

La Chronique Républicaine parraine l'épreuve dès ses débuts, couvrant la course et offrant des primes.

Dans les années 1960, la course devient un des critériums les plus réputés d'Ille-et-Vilaine avec ceux de Bain-de-Bretagne et de Châteaugiron.
L'épreuve attire dans la petite commune jusqu'à plus de six mille spectateurs. L'entrée est payante pour assister à l'évènement ; des palissades en bois sont dressées sur les routes, fermant l'accès au bourg, sur décision préfectorale. À partir de 1951, des tribunes sont installées près de la ligne d'arrivée (RD 23, actuelle rue du romarin). Des services de transport de cars sont mis en place, à partir de 1958, pour acheminer les spectateurs depuis Fougères et Saint-Aubin-du-Cormier.

### Les speakers
Le premier commentateur connu de la course est M. Sylvestre, des biscuits Gondolo, en 1959. Le journaliste sportif de Ouest-France et de Radio Bretagne, Pierre Chable, commente la course en 1961, 1962, 1963, 1964 et 1967. Jacques Dufoix le fait uniquement en 1965. L'ancien coureur cycliste Césaire Le Mercier, qui a participé à la course en 1950, par ailleurs organisateur des Intervilles à Rennes et président de l'Amicale des arbitres d'Ille-et-Vilaine, commente en 1966, 1969 et 1970 (parfois sous le pseudonyme de Pepito).

## Déroulement
Un classement par points du meilleur sprinter est mis en place à partir de 1959, jusqu'en 1970. Un contre-la-montre, couvrant un tour du circuit, a lieu avant la course à partir de 1961 jusqu'en 1969. En 1970, le contre-la-montre ne se déroule plus sur le circuit mais devient une course de côte de 500 m. En 1969, les organisateurs tentent d'introduire une nouvelle épreuve de relais de trois coureurs sur trois tours, mais elle est annulée à cause des intempéries et du refus des coureurs d'y participer.

## Plateau

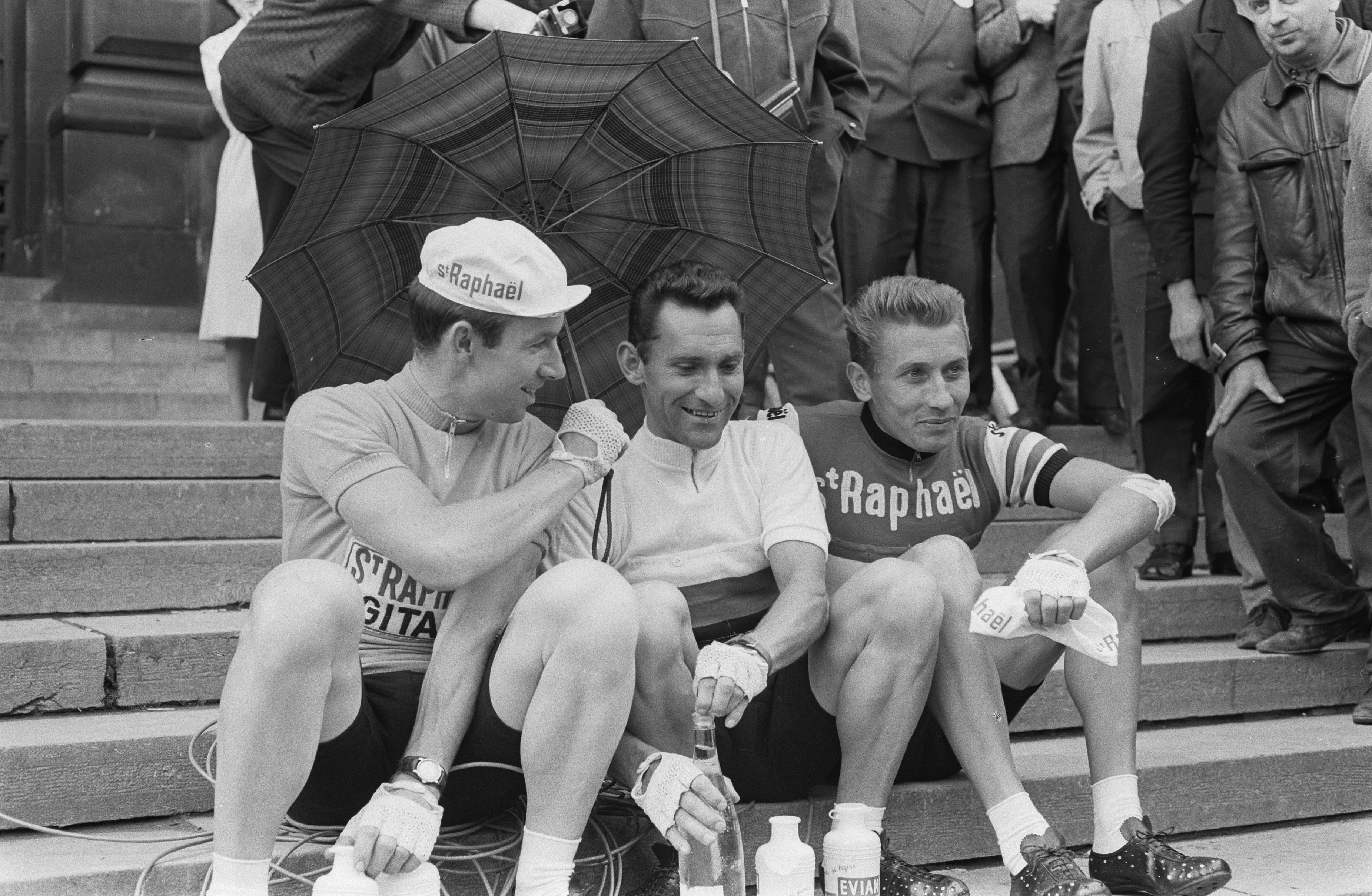
Trio de coureurs ayant participé au G.P. cycliste : Seamus Elliott (en 1959 et 1964), Jean Stablinski (en 1959, 1962 et 1964) et Jacques Anquetil (en 1964).

D'abord simple course régionale de 1948 à 1950, réunissant surtout les coureurs des clubs cyclistes de Rennes et Fougères, l'épreuve s'ouvre aux professionnels à partir de 1951. La course prend de l'ampleur en 1955, année où la course a lieu en septembre, afin d'accueillir les coureurs ayant brillé sur le Tour de France. Le terme de critérium apparaît en 1958 et l'appellation "Grand Critérium cycliste international" en 1959. La course se fait sur invitation des organisateurs entre 1955 et 1969.
Les plus grands champions français des années 1960 y participent comme Jacques Anquetil (en 1964), Raymond Poulidor (en 1961, 1963 et 1966), Roger Pingeon (en 1966, 1967 et 1969), Jean Stablinski (en 1959, 1962 et 1964), Lucien Aimar (en 1966), Henry Anglade (en 1963) ou encore le "vétéran" Jean Robic (en 1959). Ils y affrontent des coureurs régionaux, notamment les "locaux" originaires du Pays de Fougères, dont certains sont coureurs professionnels eux aussi tels : Joseph Groussard (10 participations, 4 victoires) et son frère Georges Groussard (8 participations, 2 victoires), Henri Battais (6 participations), Eugène Letendre (4 participations), Émile Guérinel (4 participations, 1 victoire) ou Albert Bouvet (3 participations).
À partir de la fin des années 1950, le plateau s'internationalise au fur et à mesure des éditions accueillant : l'Irlandais Seamus Elliott (en 1959 et 1964), les Belges Germain Derycke (en 1961), Gilbert Desmet (en 1962, 1964 et 1966), son homonyme Gilbert De Smet ainsi que Benoni Beheyt et René Van Meenen (en 1963), Willy Bocklant et Edward Sels (en 1964), les Britanniques Brian Robinson (en 1961), Tom Simpson (en 1963), David Lancaster (en 1966) et Barry Hoban (en 1967 et 1969), les Espagnols Federico Bahamontes (en 1962 et 1964) et Andrés Gandarias (en 1969), les Allemands Rolf Wolfshohl (en 1963, 1964, 1965, 1966 et 1967) et Hans Junkermann (en 1963), les Italiens Vittorio Adorni (en 1964) et Felice Gimondi (en 1969), les Néerlandais Jan Janssen (en 1965) et Jo de Roo (en 1965), ainsi que le Luxembourgeois Johnny Schleck (en 1965).
Parmi les coureurs de marque, on note l'absence d'Eddy Merckx, dont l'émergence correspond au déclin de l'épreuve. Néanmoins, Louis Delaunay tenta de le faire venir ; les négociations échouant sur le plan financier.

## Circuit
En 1948, le Grand Prix est une course en ligne et en 1949, il s'agit d'un circuit parcourant Saint-Georges-de-Chesné et les communes voisines. À partir de 1950, le circuit occupe le bourg de Saint-Georges-de-Chesné. Son parcours est modifié plusieurs fois oscillant entre 600 et 900 mètres, à répéter une centaine de fois. À chaque tour, le sprint était disputé pour l'obtention de primes offertes par les commerçants ou par le journal  La Chronique Républicaine. En 1951, sur la place de l'église, au carrefour des routes de Mecé (RD 105) et de Combourtillé (RD 24), le virage du circuit est aménagé avec l'installation d'un plancher incliné de 35 mètres.
| Année | Longueur du circuit | Nombre de tours | Longueur de la course |
| ----- | ------------------- | --------------- | --------------------- |
| 1950  | 600 m               | 125             | 75 km                 |
| 1951  | 600 m               | 2x75            | 90 km                 |
| 1952  | 700 m               | 2x70            | 98 km                 |
| 1953  | 700 m               | 2x57            | 80 km                 |
| 1954  | 570 m               | 2x70            | 80 km                 |
| 1955  | 900 m               | 100             | 90 km                 |
| 1958  | 1000 m              | 100             | 100 km                |
| 1959  | 950 m               | 120             | 114 km                |
| 1961  | 800 m               | 125             | 100 km                |
| 1962  | 800 m               | 125             | 100 km                |
| 1963  | 800 m               | 125             | 100 km                |
| 1964  | 800 m               | 125             | 100 km                |
| 1965  | 800 m               | 125             | 100 km                |
| 1966  | 800 m               | 125             | 100 km                |
| 1967  | 800 m               | 130             | 104 km                |
| 1969  | 800 m               | 110             | 88 km                 |
| 1970  | 800 m               | 125             | 100 km                |
| 1971  | 6,8 km              | 15              | 102 km                |
| 1972  |                     |                 |                       |
| 1976  |                     |                 |                       |

## Les 22 éditions

### 1948: édition 0
Louis Delaunay, le maire de la commune et le président du Comité des fêtes, organise la "Grande course cycliste inter-régionale" le 25 avril 1948. À côté de la course régionale se déroule également une course cantonale, remportée par Barrier.
C'est le pensionnaire du Véloce-Club Rennais, Simon Lamour, qui remporte la course régionale longue de 80 kilomètres, avec 6 minutes d'avance.
Cette course en ligne, ne fut pas comptabilisée, dans la numérotation, par la presse comme la première édition du Grand Prix cycliste.

### 1949:Ireédition
C'est la première mention de la course dans la presse sous l'appellation "Grand Prix de St-Georges-de-Chesné". L'épreuve, qui a lieu le 24 avril, est ouverte aux coureurs de 2e, 3e et 4e catégories. C'est la première fois qu'est mentionné le contrôle sportif effectué par le Vélo-Sport fougerais. Autre première, l'épreuve se court en circuit. Le parcours d'une vingtaine de kilomètres ; part de Saint-Georges-de-Chesné, passe par Saint-Jean-sur-Couesnon au lieu-dit "la Juhellerie", par Vendel et enfin de nouveau à Saint-Georges-de-Chesné. Le circuit est à réaliser trois fois, soit 65 kilomètres au total. Les prix récompensant les coureurs s'élèvent à 7 500 francs, auxquels il faut ajouter les primes. Il y a 30 coureurs au départ.
La course connaît beaucoup d'abandons sur crevaison, dus au mauvais état de la route entre Vendel et Saint-Georges-de-Chesné. C'est le pensionnaire du C.C.Rennais Régnier, qui s'impose devant les coureurs fougerais.
| \| 1. Régnier \| France \| C.C. Rennais \| \| \| 2. Morin \| France \| V.S. Fougerais \| \| \| 3. Legeleux \| France \| V.S. Fougerais \| \| \| 4. Lahaye \| France \| C.C. Fougerais \| \| \| 5. Piarrot \| France \| C.C. Fougerais \| \| \| 6. Fleury \| France \| V.S. Fougerais \| \| \| 7. Heudré \| France \| C.C. Fougerais \| \| \| 8. Cupif \| France \| C.C. Rennais \| \| |        |                |  |
| 1. Régnier | France | C.C. Rennais   |  |
| 2. Morin | France | V.S. Fougerais |  |
| 3. Legeleux | France | V.S. Fougerais |  |
| 4. Lahaye | France | C.C. Fougerais |  |
| 5. Piarrot | France | C.C. Fougerais |  |
| 6. Fleury | France | V.S. Fougerais |  |
| 7. Heudré | France | C.C. Fougerais |  |
| 8. Cupif | France | C.C. Rennais   |  |

### 1950:IIeédition
| Engagés (22) |
| --- |
| Georges Anger - Berthelot - Jean-Pierre Besnard - Jean Blot - Louis Blot - Marcel Blot - Raymond Croyal - André Forget - Guérinel (Émile ou Jean ou Joseph) - Guida (Jules ou Roger) - Joseph Hubert - Léon Lavigne - Lecœur - R. Legouais - Césaire Le Mercier (père) - Louis Le Saux - Maurice Malle - Prudor (Henri ou Francis) - René Renouard - Armand Roussel - René Terot - Trubert (Auguste ou Francis). |

Changement principal en 1950, le circuit de la course cycliste se réduit au bourg de Saint-Georges-de-Chesné : 600 mètres à parcourir 125 fois, soit 75 kilomètres. Le plateau des coureurs est plus relevé, ainsi la course est ouverte aux coureurs Toutes Catégories, et on note la présence pour la première fois de quelques coureurs professionnels.
Parmi les 22 engagés du Grand Prix, qui a lieu le 23 avril, on retrouve des coureurs fougerais et rennais bien sûr mais aussi des participants venant de plus loin en Bretagne et de Mayenne. Parmi les favoris, on compte les frères Blot de Combourg, les professionnels Raymond Croyal, André Forget et René Terot.
Une seconde course, réservée aux coureurs de 3e et 4e catégories, emprunte ce nouveau circuit également mais il n'y a que 60 tours à effectuer (soit 40 km). Cette seconde épreuve est remportée par le coureur du VS Fougerais, Morin, qui avait terminé 2e du Grand Prix en 1949.
Marcel Blot est le principal animateur de l'épreuve, échappé tôt dans la course, il n'est rejoint par Léon Lavigne qu'à deux tours de la fin. Léon Lavigne déborde Marcel Blot à une centaine de mètres de l'arrivée. Un des favoris, le Mayennais André Forget, a dû auparavant abandonner la course.
| \| 1. Léon Lavigne \| France \| V.C. Rennais \| \| \| 2. Marcel Blot \| France \| V.C. Combourg \| m.t. \| \| 3. Louis Le Saux \| France \| C.C. Rennais \| \| \| 4. Armand Roussel \| France \| V.S. Fougerais \| \| \| 5. Lecœur \| France \| C.C. Rennais \| \| \| 6. Joseph Hubert \| France \| V.C. Combourg \| \| \| 7. Trubert (Auguste ou Francis) \| France \| V.S. Fougerais \| \| \| 8. René Renouard \| France \| V.S. Fougerais \| \| \| 9. Louis Blot \| France \| V.C. Combourg \| \| |        |                |      |
| 1. Léon Lavigne | France | V.C. Rennais   |      |
| 2. Marcel Blot | France | V.C. Combourg  | m.t. |
| 3. Louis Le Saux | France | C.C. Rennais   |      |
| 4. Armand Roussel | France | V.S. Fougerais |      |
| 5. Lecœur | France | C.C. Rennais   |      |
| 6. Joseph Hubert | France | V.C. Combourg  |      |
| 7. Trubert (Auguste ou Francis) | France | V.S. Fougerais |      |
| 8. René Renouard | France | V.S. Fougerais |      |
| 9. Louis Blot | France | V.C. Combourg  |      |

### 1951:IIIeédition
| Engagés (23) |
| --- |
| Dont (17) : Georges Audrain - René Beghetti - Basile Decortès - André Gibier - Claude Gibier - Roger Girault - Marcel Heuveline - Laigle - Simon Lamour - Léon Lavigne - R. Legouais - Lucien Le Guével - Louis Le Saux - Mariault - Francis Prudor - René Renouard - Maurice(?) Rocher. |

L'épreuve, qui a lieu le 29 avril, est ouverte officiellement aux coureurs professionnels 2e catégorie et aux indépendants (Toutes Catégories). Nouveauté, la course se déroule en deux étapes, de 75 tours chacune. Place de l'église, au carrefour des routes de Mecé (RD 105) et de Combourtillé (RD 24), le virage du circuit est aménagé avec l'installation d'un plancher incliné de 35 mètres. Les coureurs bénéficient d'un tour en cas de crevaison ou d'accident de machine. Des tribunes sont également mises en place pour les spectateurs. L'épreuve est dotée de 64 500 francs en prix, et de plus de 5 000 F en primes diverses. Il y a 23 engagés, dont les professionnels Georges Audrain (Gitane-Hutchinson) et Marcel Heuveline (Alcyon-Dunlop), les récents anciens pros Lucien Le Guével et Basile Decortès, ainsi que le Dinanais René Beghetti, le tenant du titre : le Rennais Léon Lavigne et l'ancien vainqueur de la première course de 1948, Simon Lamour.
René Beghetti couvre les 90 kilomètres en 2 heures 26 minutes ; Basile Decortès est à 9 secondes. Le podium est complété par le vainqueur de l'édition précédente, Léon Lavigne.
| \| 1. René Beghetti \| France \| U.C. Guinefort \| en 2 h 26 min \| \| 2. Basile Decortès \| France \| V.C. Rennais \| à 9 s \| \| 3. Léon Lavigne \| France \| V.C. Rennais \| \| \| 4. Georges Audrain \| France \| Gitane-Hutchinson \| \| \| 5. Gibier (Claude ou André) \| France \| Saint-Servan \| \| \| 6. R. Legouais \| France \| V.C. Rennais \| \| \| 7. Roger Girault \| France \| Rennes \| \| \| 8. René Renouard \| France \| V.S. Fougerais \| \| \| 9. Francis Prudor \| France \| V.S. Fougerais \| \| \| 10. Laigle \| France \| Fougères \| \| |        |                   |               |
| 1. René Beghetti | France | U.C. Guinefort    | en 2 h 26 min |
| 2. Basile Decortès | France | V.C. Rennais      | à 9 s         |
| 3. Léon Lavigne | France | V.C. Rennais      |               |
| 4. Georges Audrain | France | Gitane-Hutchinson |               |
| 5. Gibier (Claude ou André) | France | Saint-Servan      |               |
| 6. R. Legouais | France | V.C. Rennais      |               |
| 7. Roger Girault | France | Rennes            |               |
| 8. René Renouard | France | V.S. Fougerais    |               |
| 9. Francis Prudor | France | V.S. Fougerais    |               |
| 10. Laigle | France | Fougères          |               |

### 1952:IVeédition
| Engagés (17) |
| --- |
| Oreste Beghetti - René Beghetti - Joseph Boudet - Jacques Buil - Adolphe Garel - Maurice Gervais - Roger Girault - Jean Guérinel - Georges Hellières - René Jus - Edmond Legendre - Pierre Michel - Henri Prudor - Noël Raison - Marcel Royer - Lucien Verron. |

Le Grand Prix a lieu le 4 mai. Le système de course en deux étapes est maintenu ; les coureurs effectuent les 70 tours du circuit deux fois. La course est ouverte aux professionnels et aux indépendants Toutes Catégories. Il y a 17 partants dont le pro Adolphe Garel (Arliguie - Hutchinson), les frères Beghetti et des coureurs venus de Normandie, de Mayenne, aux côtés des coureurs locaux. La course est dotée de 54 300 francs de prix.
La première étape est remportée par Adolphe Garel, malgré un orage. Il remporte la victoire finale, 25 secondes devant René Beghetti et 34 secondes devant Robert Jourdin.
| \| 1. Adolphe Garel \| France \| Arliguie-Hutchinson \| en 2 h 20 min 35 s \| \| 2. René Beghetti \| France \| U.C. Guinefort \| à 25 s \| \| 3. Robert Jourdin \| France \| V.C. Mortain \| à 34 s \| \| 4. Oreste Beghetti \| France \| U.C. Guinefort \| \| \| 5. Lucien Verron \| France \| U.V. Quelaines \| \| \| 6. Jacques Buil \| France \| Vitré \| \| \| 7. Joseph Boudet \| France \| Rennes \| \| \| 8. René Jus \| France \| Rennes \| \| \| 9. Roger Girault \| France \| Rennes \| \| \| 10.Georges Hellières \| France \| V.C. Rennais \| \| |        |                     |                    |
| 1. Adolphe Garel | France | Arliguie-Hutchinson | en 2 h 20 min 35 s |
| 2. René Beghetti | France | U.C. Guinefort      | à 25 s             |
| 3. Robert Jourdin | France | V.C. Mortain        | à 34 s             |
| 4. Oreste Beghetti | France | U.C. Guinefort      |                    |
| 5. Lucien Verron | France | U.V. Quelaines      |                    |
| 6. Jacques Buil | France | Vitré               |                    |
| 7. Joseph Boudet | France | Rennes              |                    |
| 8. René Jus | France | Rennes              |                    |
| 9. Roger Girault | France | Rennes              |                    |
| 10.Georges Hellières | France | V.C. Rennais        |                    |

### 1953:Veédition
Le Grand Prix a lieu le 10 mai. Ouverte aux professionnels, l'épreuve accueille Henri Perly et le tenant du titre Adolphe Garel (Arliguie - Hutchinson) notamment. La course comporte deux étapes de 40 kilomètres, avec 70 tours de circuit à effectuer pour chaque étape. On ne connaît pas le nombre d'engagés, seulement qu'en plus des six coureurs classés, Joseph Hubert (de Combourg) et Fernand Roussel (C.C. Rennais) participent à la course. Les prix récompensant les coureurs se montent à 72 000 francs, auxquels il faut ajouter les primes.
La course se joue lors de la 2e étape, pendant laquelle Henry Perly prend un tour à tout le peloton. Il termine seul en tête, devant le Mayennais Roger Taupin et le Fougerais Auguste Trubert.
| \| 1. Henri Perly \| France \| Pro individuel \| \| \| 2. Roger Taupin \| France \| U.S. La Chapelle-au-Riboul \| à un tour \| \| 3. Auguste Trubert \| France \| V.S. Fougerais \| \| \| 4. Daniel Guibert \| France \| U.S. La Chapelle-au-Riboul \| \| \| 5. Adolphe Garel \| France \| Arliguie-Hutchinson \| \| \| 6. Gibier (Claude ou André) \| France \| Saint-Servan \| \| |        |                            |           |
| 1. Henri Perly | France | Pro individuel             |           |
| 2. Roger Taupin | France | U.S. La Chapelle-au-Riboul | à un tour |
| 3. Auguste Trubert | France | V.S. Fougerais             |           |
| 4. Daniel Guibert | France | U.S. La Chapelle-au-Riboul |           |
| 5. Adolphe Garel | France | Arliguie-Hutchinson        |           |
| 6. Gibier (Claude ou André) | France | Saint-Servan               |           |

### 1954:VIeédition
| Engagés (15) |
| --- |
| Dont (13) : Bazin - Claude Bazzani - Jean-Pierre Besnard - Marcel Fougères - Fromont - Joseph Guérinel - Julien(?) Juban - Aimé Landrieux - Maurice Malle - Pierre Michel - Albert Rémond - René Renouard - Tropée. |

Malgré des prix (100 000 francs) et des primes (20 000 francs) en nette augmentation par rapport aux années précédentes, le plateau de cette édition est moins relevé que les années précédentes, ne comportant aucun coureur professionnel. L'épreuve réunit le 2 mai des coureurs rennais et fougerais, dont Pierre Michel et Marcel Fougères et l'ancien pro Aimé Landrieux. La course se compose pour la dernière fois de deux étapes de 70 tours de circuit, soit un total de 80 km.
Marcel Fougères remporte la première étape. Il s'impose dans l'épreuve 2 minutes devant Aimé Landrieux ; Pierre Michel complète le podium, avec 15 secondes de retard sur Landrieux.
| \| 1. Marcel Fougères \| France \| V.S. Fougerais (sur cycles Sparting) \| en 2 h 32 min \| \| 2. Aimé Landrieux \| France \| C.C. Fougerais \| à 2 min \| \| 3. Pierre Michel \| France \| V.S. Fougerais \| à 2 min 15 s \| \| 4. Claude Bazzani \| France \| V.S. Fougerais \| \| \| 5. Fromont \| France \| V.C. Rennais \| \| \| 6. Bazin \| France \| A.C. Couesnon \| \| \| 7. René Renouard \| France \| C.C. Fougerais \| \| \| 8. Albert Rémond \| France \| C.C. Fougerais \| \| \| 9. Julien(?) Juban \| France \| C.C. Fougerais \| \| \| 10. Joseph Guérinel \| France \| C.C. Fougerais \| \| |        |                                      |               |
| 1. Marcel Fougères | France | V.S. Fougerais (sur cycles Sparting) | en 2 h 32 min |
| 2. Aimé Landrieux | France | C.C. Fougerais                       | à 2 min       |
| 3. Pierre Michel | France | V.S. Fougerais                       | à 2 min 15 s  |
| 4. Claude Bazzani | France | V.S. Fougerais                       |               |
| 5. Fromont | France | V.C. Rennais                         |               |
| 6. Bazin | France | A.C. Couesnon                        |               |
| 7. René Renouard | France | C.C. Fougerais                       |               |
| 8. Albert Rémond | France | C.C. Fougerais                       |               |
| 9. Julien(?) Juban | France | C.C. Fougerais                       |               |
| 10. Joseph Guérinel | France | C.C. Fougerais                       |               |

### 1955:VIIeédition
| Engagés (29) |
| --- |
| Dont (17) : Michel Bellay - Albert Bouvet - André Chesnel - Basile Decortès - Alexandre Delanoë - Marcel Fougères - Raymond Gérault - Joseph Groussard - Émile Guérinel - Jean Jacquette - Maurice Jamois - Robert Jourdin - Jacques Leprince - Eugène Letendre - Pierre Michel - Henri Perly - André Ruffet. |

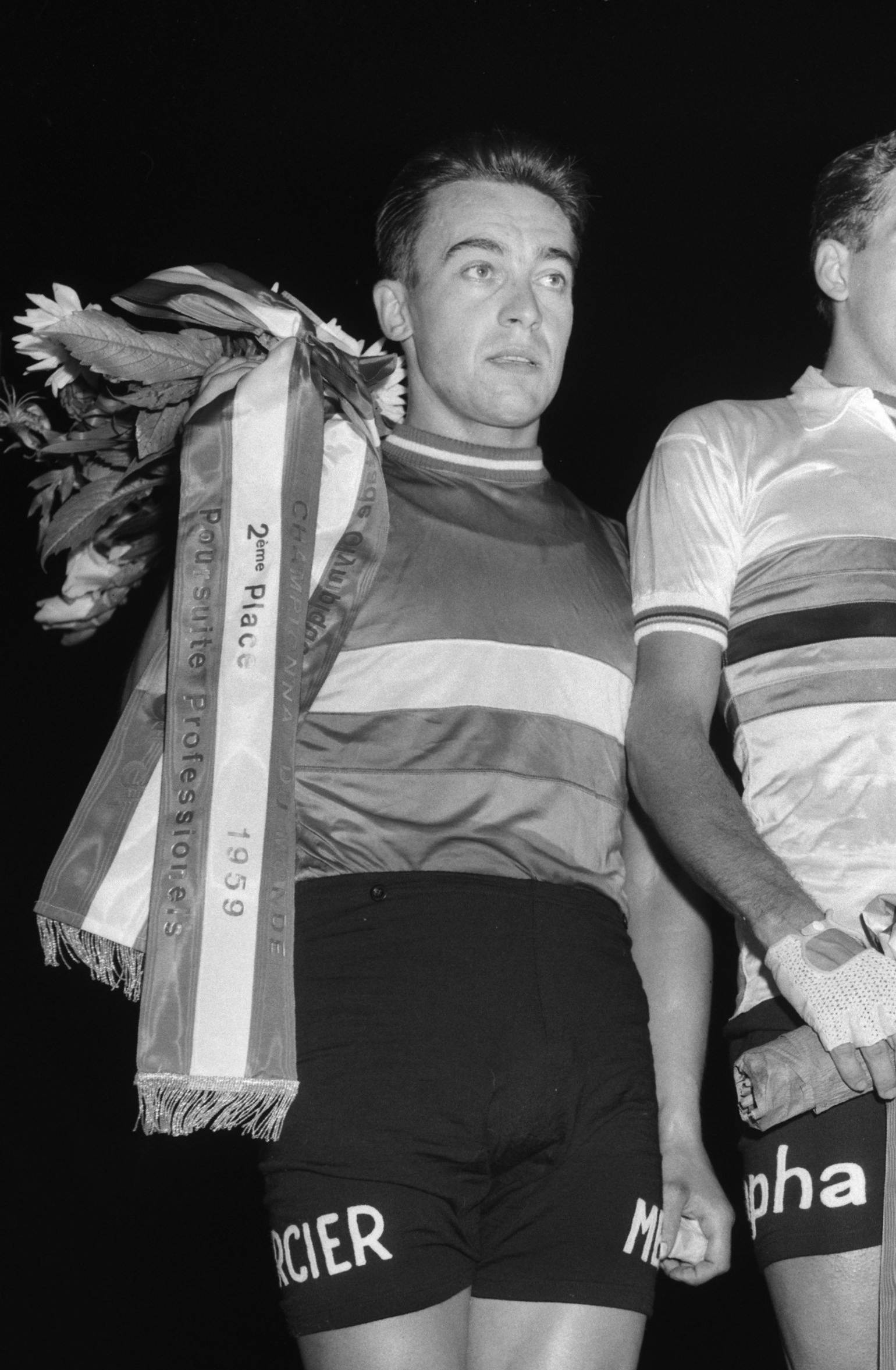
Albert Bouvet (ici en 1959) fait partie des favoris de l'épreuve.

La date du Grand Prix cycliste se décale au mois de septembre, pour se dérouler en même temps que le comice agricole cantonal, qui se tient dans la commune cette année-là. Une sélection de coureurs régionaux est invitée par les organisateurs le 8 septembre, avec 29 partants au départ dont les professionnels : André Ruffet, Henri Perly (déjà vainqueur en 1953) et les "locaux" Marcel Fougères (le tenant du titre), Émile Guérinel, Eugène Letendre et Albert Bouvet, récent vainqueur des Boucles de la Seine. Le circuit est allongé lors de cette édition, avec une boucle de 900 m à parcourir 100 fois (soit 90 km). Les prix s'élèvent à 120 000 francs et les primes à 20 000 F. Le départ de la course est donné par l'ancienne Miss Europe, Danielle Génault.
La course est marquée par les abandons d'Albert Bouvet, après une chute avec Eugène Letendre au 21e tour, et de Joseph Groussard après un dérapage au 65e tour.
Le vainqueur, le Briochin André Ruffet, termine la course, détaché à un tour, en 2 h 36 min. Henry Perly et le Rennais Michel Bellay complètent le podium, eux-mêmes détachés à un tour du peloton.
| \| 1. André Ruffet \| France \| Gitane-Hutchinson \| en 2 h 36 min \| \| 2. Henri Perly \| France \| Arrow \| à 1 tour \| \| 3. Michel Bellay \| France \| C.C. Rennais \| à 1 tour \| \| 4. Raymond Gérault \| France \| Tinchebray \| à 2 tours \| \| 5. Basile Decortès \| France \| V.C. Rennais (indépendant) \| à 2 tours \| \| 6. Pierre Michel \| France \| V.S. Fougerais (indépendant) \| à 2 tours \| \| 7. Maurice Jamois \| France \| V.C. St-Hilairien \| à 2 tours \| \| 8. Émile Guérinel \| France \| Alcyon-Dunlop \| à 2 tours \| \| 9. André Chesnel \| France \| V.C. Argentan \| \| \| 10. Marcel Fougères \| France \| V.S. Fougerais \| \| |        |                              |               |
| 1. André Ruffet | France | Gitane-Hutchinson            | en 2 h 36 min |
| 2. Henri Perly | France | Arrow                        | à 1 tour      |
| 3. Michel Bellay | France | C.C. Rennais                 | à 1 tour      |
| 4. Raymond Gérault | France | Tinchebray                   | à 2 tours     |
| 5. Basile Decortès | France | V.C. Rennais (indépendant)   | à 2 tours     |
| 6. Pierre Michel | France | V.S. Fougerais (indépendant) | à 2 tours     |
| 7. Maurice Jamois | France | V.C. St-Hilairien            | à 2 tours     |
| 8. Émile Guérinel | France | Alcyon-Dunlop                | à 2 tours     |
| 9. André Chesnel | France | V.C. Argentan                |               |
| 10. Marcel Fougères | France | V.S. Fougerais               |               |

### 1958:VIIIeédition
| Engagés (21) |
| --- |
| Michel Bellay - Jean-Pierre Besnard - Arthur Bihannic - Marcel Carfantan - Alexandre Delanoë - Norbert Esnault - André Gislard - Alex Gnaldi - Georges Groussard - Joseph Groussard - Émile Guérinel - Maurice Lavigne - Émile Le Bigaut - Félix Le Buhotel - Alex Lecathelinais - Francis Mel - Pierre Michel - Maurice Pelé - Marcel Pouliquen - Jean Scavarda - Isaac Vitré. |

Après deux années de pause, le "Grand Prix" devient le "critérium cycliste". Il reprend le dimanche 7 septembre 1958 avec 21 partants : 12 professionnels et 9 indépendants de 1re catégorie. Parmi les coureurs invités, on note la présence du champion de Bretagne Émile Le Bigaut, et des coureurs venant de toute la France, comme le Parisien Isaac Vitré ou les Azuréens Alex Gnaldi et Jean Scavarda. Le total cumulé des prix et primes s'élève à 200 000 francs.
Dès le début de la course, Alex Gnaldi s'échappe du peloton des coureurs, bientôt poursuivi par un groupe composé d'Émile Guérinel, Georges Groussard, Pierre Michel et de Félix Le Buhotel. Au onzième tour, Maurice Lavigne et Michel Bellay sont contraints à l'abandon, à la suite d'une chute. Ils sont suivis peu de temps après par Jean Scavarda qui abandonne lui aussi. En tête, un regroupement s'opère, où l'on retrouve Alex Gnaldi, Émile Guérinel, Georges Groussard, Pierre Michel mais aussi Alexandre Delanoë, André Gislard et Marcel Carfantan. Mais ce groupe ne dure pas longtemps car Alex Gnaldi parvient à s'en extraire. Seul Émile Guérinel se lance à sa poursuite ; il lui faut plusieurs tours pour le rejoindre. Les deux échappés rattrapent le peloton au 55e tour ; seul Marcel Carfantan leur résiste et ne se fait pas prendre de tour. Il se lance à la poursuite des deux coureurs de tête, d'abord seul puis aidé en cela par Georges Groussard, qui a perdu toute chance de podium à la suite d'une crevaison. Mais leurs efforts cumulés ne suffisent pas, Guérinel et Gnaldi ne sont pas rattrapés. La décision se joue au sprint et c'est Émile Guérinel qui bat le principal animateur du jour. Carfantan complète le podium, tandis qu'Alexandre Delanoë prend la quatrième place après avoir réussi à lâcher le peloton d'une centaine de mètres. Georges Groussard, pour sa première participation, termine 12e.
Après avoir reçu leurs bouquets, Émile Guérinel et Alex Gnaldi effectue un tour d'honneur.
| \| 1. Émile Guérinel \| France \| C.C. Fougerais (indépendant) \| en 1 h 50 min \| \| 2. Alex Gnaldi \| France \| Urago-D'Alessandro \| m.t. \| \| 3. Marcel Carfantan \| France \| Urago - D'Alessandro \| \| \| 4. Alexandre Delanoë \| France \| C.C. Fougerais \| à 1 tour \| \| 5. Félix Le Buhotel \| France \| Mercier-BP-Hutchinson \| \| \| 6. Maurice Pelé \| France \| V.S. Fougerais (pro individuel) \| \| \| 7. Pierre Michel \| France \| V.S. Fougerais (indépendant) \| \| \| 8. Alex Lecathelinais \| France \| A.G. La Haye-du-Puits \| \| \| 9. Norbert Esnault \| France \| Stella \| \| \| 10. Francis Mel \| France \| Urago-D'Alessandro \| \| |        |                                 |               |
| 1. Émile Guérinel | France | C.C. Fougerais (indépendant)    | en 1 h 50 min |
| 2. Alex Gnaldi | France | Urago-D'Alessandro              | m.t.          |
| 3. Marcel Carfantan | France | Urago - D'Alessandro            |               |
| 4. Alexandre Delanoë | France | C.C. Fougerais                  | à 1 tour      |
| 5. Félix Le Buhotel | France | Mercier-BP-Hutchinson           |               |
| 6. Maurice Pelé | France | V.S. Fougerais (pro individuel) |               |
| 7. Pierre Michel | France | V.S. Fougerais (indépendant)    |               |
| 8. Alex Lecathelinais | France | A.G. La Haye-du-Puits           |               |
| 9. Norbert Esnault | France | Stella                          |               |
| 10. Francis Mel | France | Urago-D'Alessandro              |               |

### 1959:IXeédition
| Engagés (25) |
| --- |
| Amand Audaire - Henri Battais - André Brulé - Alexandre Delanoë - Seamus Elliott - Antoine Escartin - André Foucher - Marcel Fougères - René Georges - Joseph Groussard - Émile Guérinel - Joseph Guérinel - Jean Jacquette - Émile Le Bigaut - Michel Lebourgeois - Alexandre Lecathelinais - Eugène Letendre - Pierre Michel - Joseph Morvan - Francis Pipelin - René Privat - Jean Robic - André Retrain - André Ruffet - Jean Stablinski. |

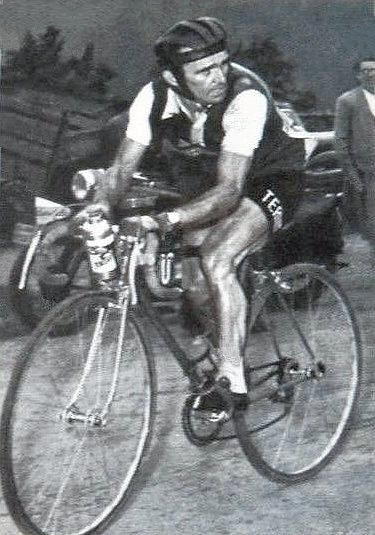
La « star » de cette édition est le populaire Jean Robic (ici en 1953), qui ne finit pas la course.

L'épreuve, qui a lieu le dimanche 13 septembre, change de nom et devient le Grand Critérium cycliste international. Elle change aussi de dimension et le plateau de coureurs professionnels se fait plus important. Cette édition accueille entre autres : Joseph Morvan, récent vainqueur du Tour de l'Ouest et les « Tours de France » : Joseph Groussard, vainqueur de l'étape sur les Champs-Élysées, Jean Stablinski, Seamus Elliott, René Privat, Francis Pipelin et le populaire Jean Robic.
La course fait 114 kilomètres, soit 120 tours d'un circuit de 950 mètres. Pour la première fois, un classement du meilleur sprinter est mis en place, les points étant comptabilisés tous les vingt tours.
Ce sont 5 000 spectateurs qui affluent le jour de la course. Pierre Michel doit déclarer forfait à la dernière minute. La course met du temps à se décanter ; les quelques échappées qui se créent sont vite rattrapées. Le début de course est surtout marquée par des abandons : André Retrain et Michel Lebourgeois sont les premiers à abandonner, puis André Brulé qui arrête une demi-heure après une chute avec Amand Audaire au 27e tour. Une chute importante a lieu au 64e tour, impliquant les frères Guérinel, Joseph Groussard (qui casse deux roues), Jean Jacquette et Jean Stablinski. Ces deux derniers, blessés, abandonnent également. La course se lance réellement au 79e tour, avec une échappée de six coureurs composée de Joseph Groussard, Émile Guérinel, André Ruffet, André Foucher, Alexandre Lecathelinais et Joseph Morvan. Ils sont bientôt rejoint par Francis Pipelin. Ce groupe prend un tour au peloton. Peu avant l'arrivée, trois coureurs se détachent : Groussard, Ruffet et Morvan, et c'est Joseph Groussard qui l'emporte au sprint devant Ruffet et Morvan. Concernant le classement par points, Alexandre Delanoë et Seamus Elliott se livrent une bataille tout au long de la course, et c'est l'Irlandais qui remporte le titre de meilleur sprinter.
| \| 1. Joseph Groussard \| France \| Helyett-Leroux-Fynsec-Hutchinson-A.C.B.B. \| en 3 h 5 min \| \| 2. André Ruffet \| France \| Arrow \| à 1 longueur \| \| 3. Joseph Morvan \| France \| Saint-Raphaël-R.Geminiani-Dunlop \| m.t. \| \| 4. Émile Guérinel \| France \| Peugeot-BP-Dunlop \| m.t. \| \| 5. André Foucher \| France \| Bertin-Milremo-The Dura \| m.t. \| \| 6. Francis Pipelin \| France \| Mercier-BP-Hutchinson \| m.t. \| \| 7. Alexandre Lecathelinais \| France \| A.G. La Haye-du-Puits \| m.t. \| \| 8. Seamus Elliott \| Irlande \| Helyett-Leroux-Fynsec-Hutchinson-A.C.B.B. \| à 1 min 10 s \| \| 9. Alexandre Delanoë \| France \| C.C. Fougerais \| m.t. \| \| 10. Eugène Letendre \| France \| Peugeot-BP-Dunlop \| m.t. \| |         |                                           |              |
| 1. Joseph Groussard | France  | Helyett-Leroux-Fynsec-Hutchinson-A.C.B.B. | en 3 h 5 min |
| 2. André Ruffet | France  | Arrow                                     | à 1 longueur |
| 3. Joseph Morvan | France  | Saint-Raphaël-R.Geminiani-Dunlop          | m.t.         |
| 4. Émile Guérinel | France  | Peugeot-BP-Dunlop                         | m.t.         |
| 5. André Foucher | France  | Bertin-Milremo-The Dura                   | m.t.         |
| 6. Francis Pipelin | France  | Mercier-BP-Hutchinson                     | m.t.         |
| 7. Alexandre Lecathelinais | France  | A.G. La Haye-du-Puits                     | m.t.         |
| 8. Seamus Elliott | Irlande | Helyett-Leroux-Fynsec-Hutchinson-A.C.B.B. | à 1 min 10 s |
| 9. Alexandre Delanoë | France  | C.C. Fougerais                            | m.t.         |
| 10. Eugène Letendre | France  | Peugeot-BP-Dunlop                         | m.t.         |

#### Classement par points
|    | Coureur           | Points |
| 1. | Seamus Elliott    |        |
| 2. | Alexandre Delanoë |        |

### 1960

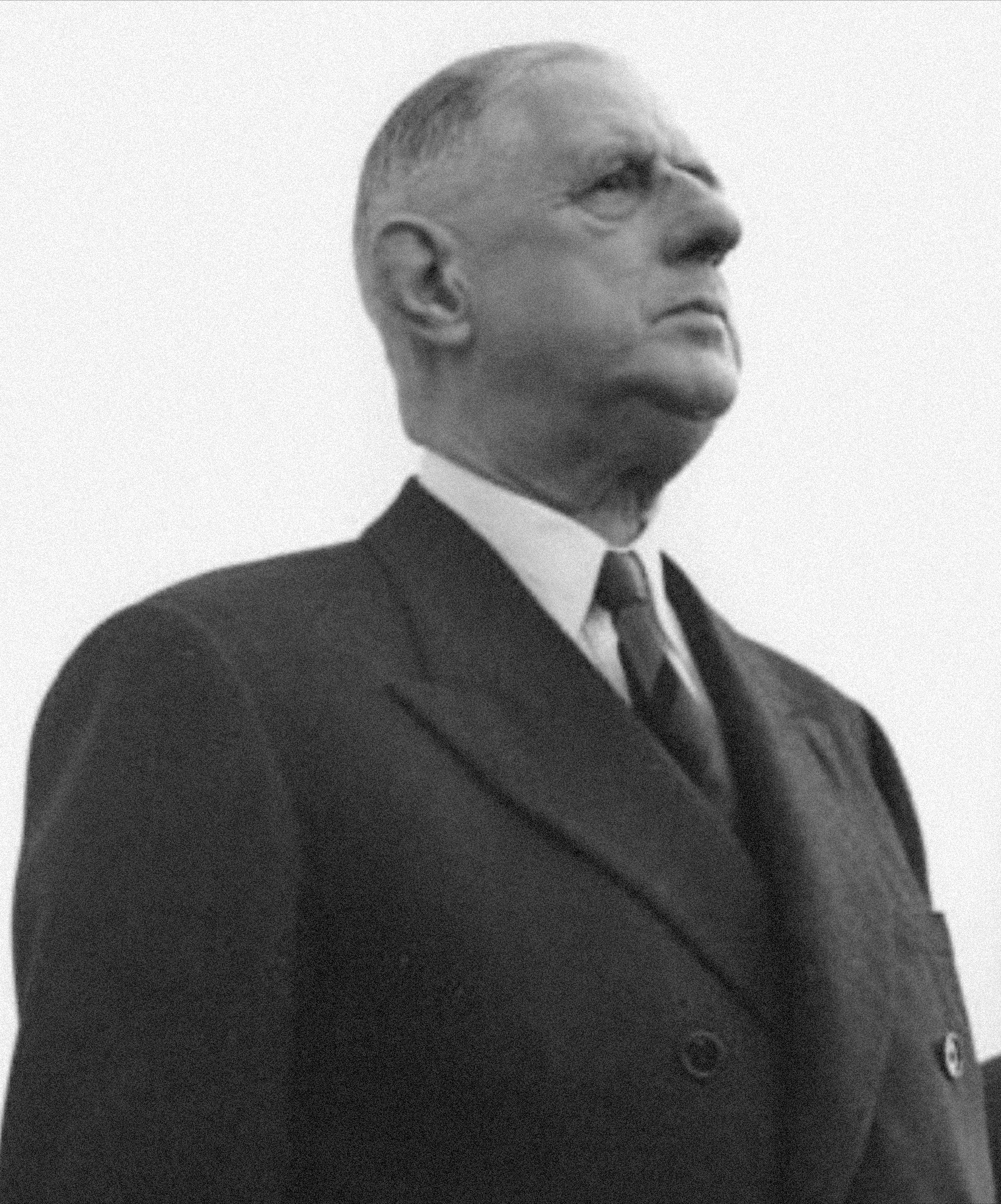
Charles de Gaulle est en visite à Fougères le 11 septembre 1960, devant une foule considérable.

La course n'a pas lieu en 1960, en raison de la venue à Fougères le 11 septembre, à la date prévue du critérium, du président de la république Charles de Gaulle. Après que la date fut reportée, l'épreuve est finalement annulée.

### 1961:Xeédition
| Engagés (22) |
| --- |
| Dont (21) : Henri Battais - Édouard Bihouée - Louis Blot - Albert Bouvet - René Delamaire - Germain Derijcke - André Foucher - Joseph Groussard - Émile Guérinel - Raymond Huguet - Valentin Huot - Eugène Letendre - François Mahé - Roland Mangeas - Gianni Marcarini - Joseph Morvan - Raymond Poulidor - Brian Robinson - André Ruffet - Joseph Thomin - Joseph Velly. |

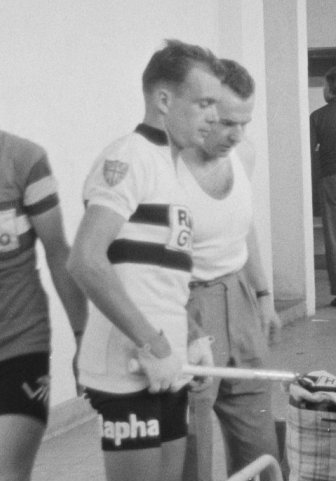
Brian Robinson (ici en 1960) a gagné le Critérium du Dauphiné libéré en 1961.

L'édition de 1961 a lieu le dimanche 10 septembre, elle accueille notamment deux champions de France : le jeune Raymond Poulidor, champion de France sur route et le champion de France de poursuite Joseph Velly. Parmi les coureurs invités, on reconnaît ceux qui ont participé au Tour de France : Joseph Groussard, François Mahé, Albert Bouvet, Valentin Huot, André Foucher, Joseph Thomin, Édouard Bihouée et l'Anglais Brian Robinson. Le critérium accueille également le coureur de classiques, le Belge Germain Derijcke. Les primes pour le classement par points s'élèvent à 25 000 anciens francs. Le circuit est toujours à parcourir 125 fois mais il se réduit à 800 mètres, soit une course de 100 km, plus courte qu'en 1959. Nouveauté de cette 10e édition, les coureurs effectueront une tour contre-la-montre avant la course.
L'épreuve commence donc par le premier contre-la-montre du Grand Prix cycliste, remporté par Joseph Groussard devant Émile Guérinel, deux anciens vainqueurs de la course.
La course débute sur les chapeaux de roue avec l'attaque de Raymond Huguet qui réussit à s'extirper du peloton pendant une dizaine de tours avant d'être repris. L'Anglais Brian Robinson prend le relais en s'échappant pendant une douzaine de tours avant d'être rejoint au 33e par Raymond Poulidor et Joseph Groussard. Ce dernier ne tarde pas à attaquer, seulement suivi par André Ruffet. Au 40e tour, Raymond Poulidor et Eugène Letendre lancent la poursuite, accompagnés de Brian Robinson, et rejoignent les deux hommes de tête vers le 60e tour. Pendant ce temps-là, derrière, la chasse est lancée par Henri Battais et André Foucher, avec René Delamaire et François Mahé. Ces quatre coureurs rejoignent les hommes de tête au 82e tour. Au 90e tour, Albert Bouvet se lance seul à la poursuite des neuf échappés, mais il ne peut combler son retard et échoue à 40 secondes du groupe de tête. L'arrivée se juge au sprint entre les neuf échappés et c'est le tenant du titre, Joseph Groussard qui l'emporte une seconde fois devant Raymond Poulidor et André Ruffet.
Joseph Groussard remporte aussi le classement par points, et réalise ainsi le triplé (avec le contre-la-montre et la course). Il réalise, en compagnie d'Albert Bouvet qui a terminé 10e, et du maire Louis Delaunay, un tour d'honneur.
| \| 1. Joseph Groussard \| France \| Alcyon-Leroux \| en 2 h 28 min 02 s \| \| 2. Raymond Poulidor \| France \| Mercier-BP-Hutchinson \| m.t. \| \| 3. André Ruffet \| France \| Urago-Simplex (indépendant) \| m.t. \| \| 4. Eugène Letendre \| France \| Kas-Royal Asport \| m.t. \| \| 5. François Mahé \| France \| Alcyon-Leroux \| m.t. \| \| 6. Henri Battais \| France \| Alcyon-Leroux \| m.t. \| \| 7. André Foucher \| France \| Liberia-Grammont-Wolber \| m.t. \| \| 8. Brian Robinson \| Royaume-Uni \| Rapha-Gitane-Dunlop \| m.t. \| \| 9. René Delamaire \| France \| \| à 25 s \| \| 10. Albert Bouvet \| France \| Mercier-BP-Hutchinson \| à 40 s \| |             |                             |                    |
| 1. Joseph Groussard | France      | Alcyon-Leroux               | en 2 h 28 min 02 s |
| 2. Raymond Poulidor | France      | Mercier-BP-Hutchinson       | m.t.               |
| 3. André Ruffet | France      | Urago-Simplex (indépendant) | m.t.               |
| 4. Eugène Letendre | France      | Kas-Royal Asport            | m.t.               |
| 5. François Mahé | France      | Alcyon-Leroux               | m.t.               |
| 6. Henri Battais | France      | Alcyon-Leroux               | m.t.               |
| 7. André Foucher | France      | Liberia-Grammont-Wolber     | m.t.               |
| 8. Brian Robinson | Royaume-Uni | Rapha-Gitane-Dunlop         | m.t.               |
| 9. René Delamaire | France      |                             | à 25 s             |
| 10. Albert Bouvet | France      | Mercier-BP-Hutchinson       | à 40 s             |

|    | Coureur          | Temps     |
| 1. | Joseph Groussard | 55 s 9/10 |
| 2. | Émile Guérinel   | 57 s 5/10 |
| 3. | Henri Battais    | 58 s 7/10 |
| .  | Eugène Letendre  | 58 s 7/10 |
| 5. | Germain Derycke  | 59 s 7/10 |
| .  | Joseph Velly     | 59 s 7/10 |

|    | Coureur          | Points |
| 1. | Joseph Groussard | 15 pts |
| 2. | André Ruffet     | 8 pts  |
| 3. | Brian Robinson   | 6 pts  |

### 1962:XIeédition
| Engagés (19) |
| --- |
| Federico Bahamontes - Henri Battais - Albert Bouvet - Robert Cazala - Alexandre Delanoë - Gilbert Desmet - Bernard Glais - Georges Groussard - Joseph Groussard - François Le Bihan - Alexandre Lecathelinais - Gianni Marcarini - Joseph Morvan - Joseph Novales - Francis Pipelin - Roger Provost - André Ruffet - Jean Stablinski - Robert Varnajo. |

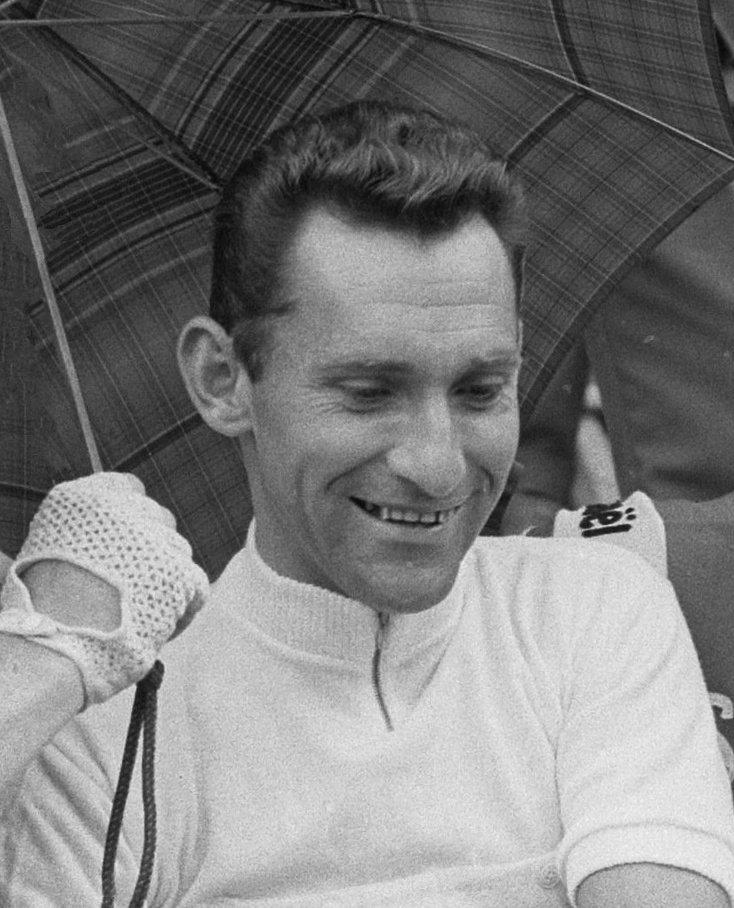
Le G.P. cycliste accueille en vedette le champion de France et champion du monde Jean Stablinski (ici en 1963).

Cette 11e édition, qui a lieu le dimanche 9 septembre 1962 accueille le meilleur grimpeur du Tour de France l'Espagnol Federico Bahamontes, le quatrième du Tour le Belge Gilbert Desmet, le double vainqueur d'étapes sur la "Grande Boucle" Robert Cazala et le champion du monde Jean Stablinski. Avec ce dernier, la course réunit trois champions de France avec les pistards Albert Bouvet champion de France de poursuite, et Robert Varnajo champion de France de demi-fond. Un dix-neuvième coureur s'ajoute, à la dernière minute, à la liste des engagés : Francis Pipelin. Jean Stablinski, tout récent champion du monde est l'attraction des milliers de spectateurs venu assister au critérium ; dès avant la course, il reçoit une gerbe de fleurs et effectue un tour d'honneur avec le maire Louis Delaunay.
L'épreuve débute par un tour contre-la-montre remporté par Gianni Marcarini en 55 secondes, devant Alexandre Lecathelinais. Lors du contre-la-montre, Gilbert Desmet chute, mais sans conséquence pour la suite de l'épreuve. Puis c'est le départ de la course, très rapide, et dès le 18e tour on voit sortir un coureur, Gilbert Desmet. Au 30e tour, c'est Henri Battais qui réussit à s'échapper, mais il chute au moment même où il rejoint le peloton après 12 km de poursuite et abandonne peu après. Puis c'est au tour de Francis Pipelin accompagné du champion de Bretagne Bernard Glais d'attaquer mais sans succès. Au 50e tour, Gilbert Desmet prend un tour au peloton. Le Belge suit ensuite Francis Pipelin au 55e km lorsque celui-ci parvient enfin à sortir du peloton. Ensemble, ils prennent un tour au peloton au 64e km , le 2e pour Desmet, puis gèrent leur avance. Dans le peloton, les abandons se succèdent : André Ruffet, François Le Bihan, Alexandre Lecathelinais et Roger Provost, ce dernier sur chute à cause d'une pédale faussée. Les coureurs ayant participé la veille au Critérium des As à Longchamp comme Jean Stablinski, Joseph Groussard et Albert Bouvet paraissent fatigués. Malgré cela, le peloton ne se résigne pas, Joseph Novales aidé de Federico Bahamontes attaque plusieurs fois et finit par sortir seul au 80e tour. Il est rejoint au 85e tour par Georges Groussard et Joseph Morvan, ainsi que par les deux leaders de la course , Gilbert Desmet et Francis Pipelin qui ne veulent lâcher aucun terrain. Les cinq coureurs de tête sont bientôt rejoint par le peloton, lancé par Jean Stablinski. C'est ensuite à Federico Bahamontes d'attaquer au 80e km, et de creuser un écart avec le peloton. Il réussit à doubler les lâchés : Albert Bouvet (pour cause d'incident mécanique), Gianni Marcarini et Robert Varnajo mais ne parvient pas à prendre un tour au peloton. Joseph Novales, Georges Groussard et Joseph Morvan, encore eux, attaquent de nouveau à trois tours de l'arrivée, mais sans succès, Novalès crevant même et devant cravacher pour rejoindre le peloton pour pouvoir sprinter pour la 3e place. Federico Bahamontes est finalement rattrapé par le peloton dans le dernier tour de la course.
Gilbert Desment remporte facilement la course, ainsi que le classement par points, Francis Pipelin termine deuxième à un tour et Georges Groussard complète le podium à deux tours , en remportant le sprint du peloton devant Morvan, Novales et Bahamontes.
| \| 1. Gilbert Desmet \| Belgique \| Carpano \| \| \| 2. Francis Pipelin \| France \| Peugeot-BP-Dunlop \| à 1 tour \| \| 3. Georges Groussard \| France \| Pelforth-Sauvage-Lejeune \| à 2 tours \| \| 4. Joseph Morvan \| France \| indépendant \| m.t. \| \| 5. Joseph Novales \| France \| Margnat-Paloma-D'Alessandro \| m.t. \| \| 6. Federico Bahamontes \| Espagne \| Margnat-Paloma-D'Alessandro \| m.t. \| \| 7. Joseph Groussard \| France \| Pelforth-Sauvage-Lejeune \| \| \| 8. Jean Stablinski \| France \| Saint-Raphaël-Helyett-Hutchinson \| \| \| 9. Alexandre Delanoë \| France \| C.C. Fougerais \| \| \| 10. Bernard Glais \| France \| VC Pontivy-Stella L'Économique (indépendant) \| \| |          |                                              |           |
| 1. Gilbert Desmet | Belgique | Carpano                                      |           |
| 2. Francis Pipelin | France   | Peugeot-BP-Dunlop                            | à 1 tour  |
| 3. Georges Groussard | France   | Pelforth-Sauvage-Lejeune                     | à 2 tours |
| 4. Joseph Morvan | France   | indépendant                                  | m.t.      |
| 5. Joseph Novales | France   | Margnat-Paloma-D'Alessandro                  | m.t.      |
| 6. Federico Bahamontes | Espagne  | Margnat-Paloma-D'Alessandro                  | m.t.      |
| 7. Joseph Groussard | France   | Pelforth-Sauvage-Lejeune                     |           |
| 8. Jean Stablinski | France   | Saint-Raphaël-Helyett-Hutchinson             |           |
| 9. Alexandre Delanoë | France   | C.C. Fougerais                               |           |
| 10. Bernard Glais | France   | VC Pontivy-Stella L'Économique (indépendant) |           |

|    | Coureur            | Temps  |
| 1. | Gianni Marcarini   | 55 s   |
| 2. | Alex Lecathelinais | 57 s 2 |
| 3. | Joseph Groussard   | 57 s 8 |
| 4. | Alexandre Delanoë  | 58 s 1 |
| 5. | Henri Battais      | 58 s 3 |
| .  | Robert Cazala      | 58 s 3 |
| .  | Roger Provost      | 58 s 3 |

|    | Coureur             | Points |
| 1. | Gilbert Desmet      | 30 pts |
| 2. | Francis Pipelin     | 20 pts |
| 3. | Federico Bahamontes | 10 pts |

### 1963:XIIeédition
| Engagés (30) |
| --- |
| Henry Anglade - Henri Battais - Benoni Beheyt - Jean Bourlès - Marcel Carfantan - André Cloarec - Gilbert De Smet - Hubert Ferrer - André Foucher - Jean Gainche - Georges Groussard - Joseph Groussard - Raymond Guilbert - François Hamon - Hans Junkermann - François Le Bihan - Simon Le Borgne - Félix Lebuhotel - Alexandre Lecathelinais - François Le Her (ou Jean-Claude Le Hec) - Eugène Letendre - Gianni Marcarini - Pierre Martin - Francis Pipelin - Antoine Piszczek - Raymond Poulidor - Tom Simpson - Joseph Thomin - René Van Meenen - Rolf Wolfshohl. |

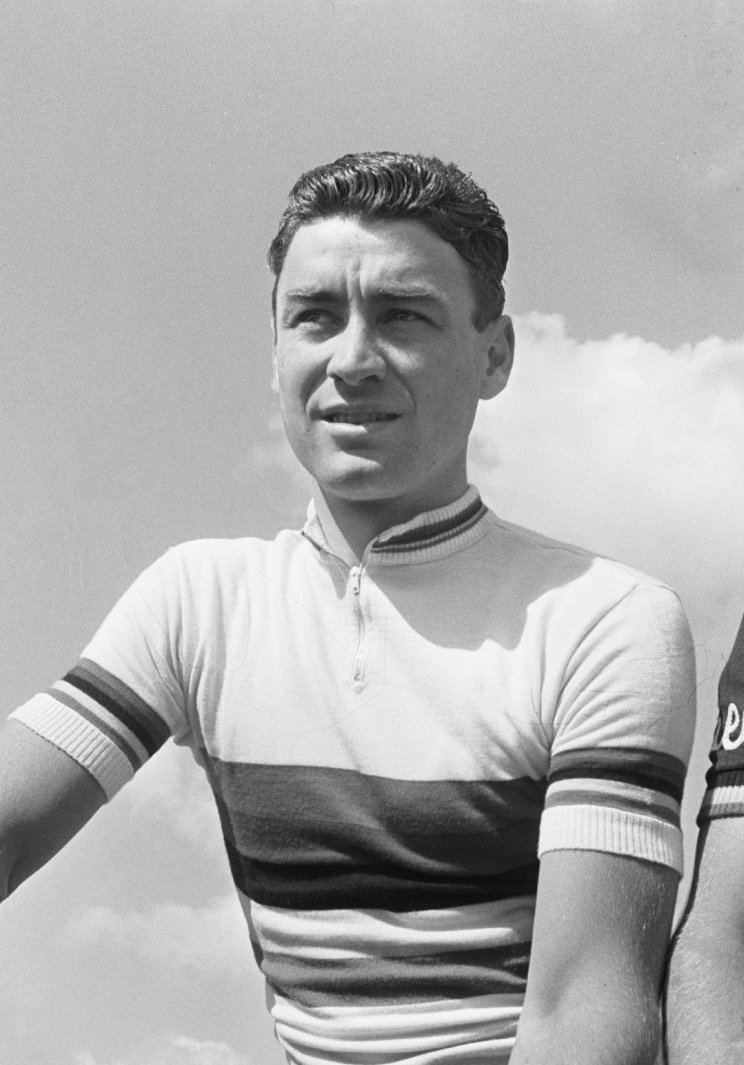
Le G.P. cycliste accueille en 1963 en tête d'affiche le champion du monde Benoni Beheyt (ici en 1964) qui déçoit en abandonnant rapidement.

Prévu le 8 septembre, en même temps que le critérium de Laval, les organisateurs réussissent à décaler la date de la course qui a lieu le dimanche 15 septembre 1963.
On accueille notamment lors de cette édition : le champion du monde belge Benoni Beheyt, Raymond Poulidor, Henry Anglade, le champion d'Allemagne de l'américaine Hans Junkermann ou le récent vainqueur de Bordeaux-Paris : Tom Simpson. Mais la course promet surtout d'être le cadre de la revanche entre le champion du monde de cyclo-cross Rolf Wolfshohl et le local Joseph Groussard. En effet, quelques mois auparavant celui-ci avait coiffé l'Allemand au sprint lors de Milan-San Remo, où pour la première fois la photo-finish fut utilisée pour les départager.
Des aménagements et des améliorations sont également réalisés sur le circuit : arasement de talus, élargissement de la chaussée et suppression d'obstacles. Le jour de la course, ce sont plus de six mille spectateurs qui viennent à Saint-Georges-de-Chesné, assister à la 12e édition du critérium. Le maire de la commune Louis Delaunay s'offre un tour d'honneur en compagnie des frères Groussard, avant de lancer les hostilités.
Le contre-la-montre est remporté une nouvelle fois par Gianni Marcarini, un dixième de seconde devant Joseph Groussard. Puis la course se lance très rapidement, menée par les frères Groussard et Henri Battais, le peloton de 30 coureurs est très étiré. Pierre Martin est remuant et remporte plusieurs sprints. Le champion du monde Benoni Beheyt abandonne très tôt sur incident mécanique au niveau de son dérailleur au 35e tour. Rolf Wolfshohl passe ensuite à l'attaque et réussit à prendre un tour au peloton au 44e tour. Joseph Groussard contre-attaque, aidé par Eugène Letendre, et réussit à revenir sur lui au 71e tour. Mais l'Allemand ne l'entend pas ainsi et, pendant cinq tours, il attaque et réussit à lâcher Groussard et à reprendre un tour au peloton. Il renouvelle son effort, et au 100e tour, il double une nouvelle fois le peloton. C'est le moment que choisit Tom Simpson pour attaquer lui aussi mais sans parvenir à s'extraire du peloton. Il essaie une seconde fois au 110e tour, mais une nouvelle fois sans succès. Rolf Wolfshohl quant à lui appuie encore et sort du peloton au 112e tour pour finir seul la course. L'Allemand remporte la course en un temps record de 2 heures et 12 minutes, avec 2 tours et demi d'avance sur son second Joseph Groussard. François Hamon complète le podium à 3 tours du vainqueur en remportant le sprint pour la troisième place face à André Foucher.
Après la course, deux coureurs, Eugène Letendre et Marcel Carfantan contestent leurs classements, respectivement 11e et 17e ; ils prétendent avoir doublé Hans Junkermann et estiment devoir être classés 9e et 10e de la course. Le V.M.S. Fougerais, qui assure le contrôle sportif de la course, ne fait pas suite à leur demande. Le speaker de la course, le journaliste Pierre Chable, interviewe le coureur Simon Le Borgne (15e de l'épreuve) à la fin de la course, qui annonce son hospitalisation.
| \| 1. Rolf Wolfshohl \| Allemagne \| Gitane-Leroux-Dunlop-R.Geminiani \| en 2 h 12 min \| \| 2. Joseph Groussard \| France \| Pelforth-Sauvage-Lejeune \| à 2 tours et demi \| \| 3. François Hamon \| France \| Peugeot-BP-Englebert \| à 3 tours \| \| 4. André Foucher \| France \| Pelforth-Sauvage-Lejeune \| à 3 tours \| \| 5. Henri Battais \| France \| Bertin-Porter 39-Milremo \| à 4 tours \| \| 6. Georges Groussard \| France \| Pelforth-Sauvage-Lejeune \| m.t. \| \| 7. Pierre Martin \| France \| Mercier-BP-Hutchinson \| m.t. \| \| 8. Jean Gainche \| France \| Mercier-BP-Hutchinson \| m.t. \| \| 9. Hans Junkermann \| Allemagne \| Wiel's-Groene Leeuw \| m.t. \| \| 10. André Cloarec \| France \| Mercier-BP-Hutchinson \| m.t. \| |           |                                  |                   |
| 1. Rolf Wolfshohl | Allemagne | Gitane-Leroux-Dunlop-R.Geminiani | en 2 h 12 min     |
| 2. Joseph Groussard | France    | Pelforth-Sauvage-Lejeune         | à 2 tours et demi |
| 3. François Hamon | France    | Peugeot-BP-Englebert             | à 3 tours         |
| 4. André Foucher | France    | Pelforth-Sauvage-Lejeune         | à 3 tours         |
| 5. Henri Battais | France    | Bertin-Porter 39-Milremo         | à 4 tours         |
| 6. Georges Groussard | France    | Pelforth-Sauvage-Lejeune         | m.t.              |
| 7. Pierre Martin | France    | Mercier-BP-Hutchinson            | m.t.              |
| 8. Jean Gainche | France    | Mercier-BP-Hutchinson            | m.t.              |
| 9. Hans Junkermann | Allemagne | Wiel's-Groene Leeuw              | m.t.              |
| 10. André Cloarec | France    | Mercier-BP-Hutchinson            | m.t.              |

|    | Coureur          | Temps     |
| 1. | Gianni Marcarini | 54 s 2/10 |
| 2. | Joseph Groussard | 54 s 3/10 |
| 3. | Pierre Martin    | 56 s 4/10 |
| 4. | Rolf Wolfshohl   | 57 s      |
| 5. | Henri Battais    | 58 s 2/10 |
| .  | Eugène Letendre  | 58 s 2/10 |

|    | Coureur          | Points |
| 1. | Rolf Wolfshohl   | 25 pts |
| 2. | André Foucher    | 15 pts |
| .  | Joseph Groussard | 15 pts |

### 1964:XIIIeédition
| Engagés |
| --- |
| Notamment (21) : Vittorio Adorni - Jacques Anquetil - Federico Bahamontes - Henri Battais - Willy Bocklant - Gilbert Desmet - Seamus Elliott - André Foucher - Jean Gainche - Georges Groussard - Joseph Groussard - Jean-Claude Lebaube - Gianni Marcarini - Michel Nédélec - Hubert Niel - Joseph Novales - Jean-Paul Paris - Edward Sels - Jean Stablinski - Joseph Thomin - Rolf Wolfshohl. |

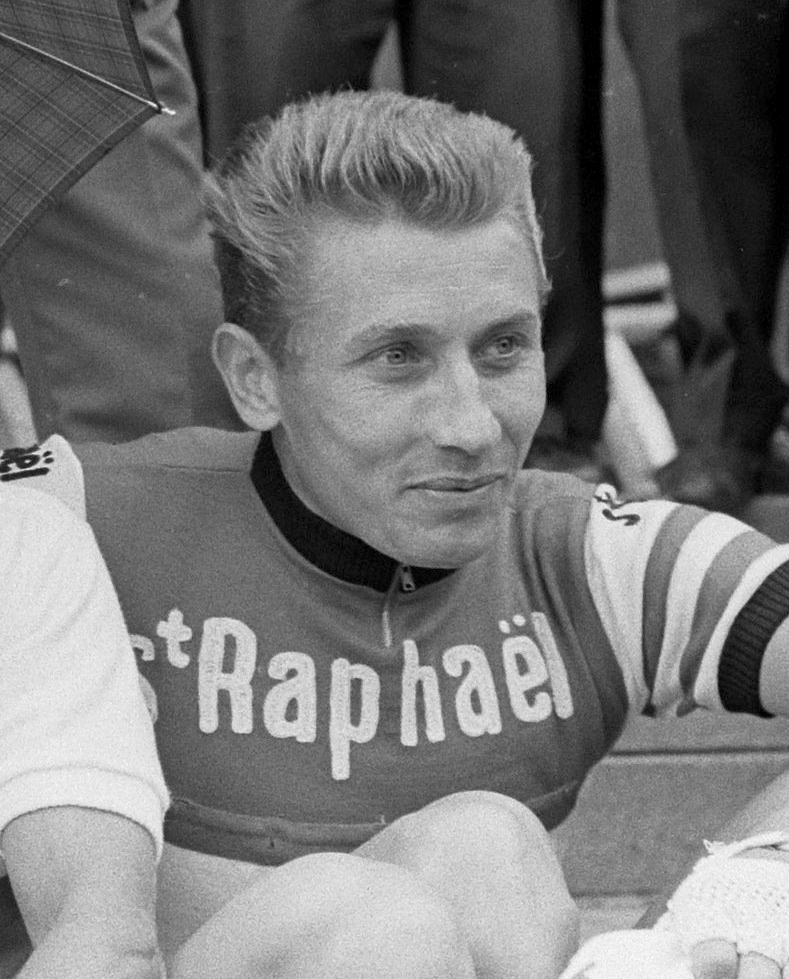
Jacques Anquetil (ici en 1963), vainqueur de son cinquième Tour de France partage l'affiche de ce G.P. cycliste avec Georges Groussard.

Cette 13e édition du Grand Critérium cycliste international a lieu cette fois-ci un samedi, le 12 septembre, date reculée d'une journée pour ne pas courir le même jour que le critérium de Laval. 1964 est l'année de l'enfant du pays, Georges Groussard, vice-champion de France et porteur du maillot jaune pendant neuf jours lors du Tour de France, qu'il termine à la cinquième place. Il partage l'affiche du critérium avec le désormais quintuple vainqueur du Tour Jacques Anquetil. L'épreuve réunit cette année-là un des plus beaux plateaux de son histoire. Parmi les autres favoris, on trouve le meilleur grimpeur du Tour Federico Bahamontes, qui revient à Saint-Georges-de-Chesné après sa 6e place en 1962, les Belges Gilbert Desmet, vainqueur de la Flèche wallonne, et Willy Bocklant vainqueur de Liège-Bastogne-Liège, le vice-champion du monde Vittorio Adorni, le champion de Belgique et quadruple vainqueur d'étape sur le Tour Edward Sels, le champion de France Jean Stablinski et le tenant du titre Rolf Wolfshohl. Le Grand prix commence par un tour d'honneur de Georges Groussard, accompagné de son frère et par la remise d'une gerbe de fleurs à Jacques Anquetil. Un deuxième tour d'honneur a lieu plus tard, après le contre-la-montre, effectué par le maire Louis Delaunay en compagnie des frères Groussard et de Jacques Anquetil.
Durant le contre-la-montre, remporté une nouvelle fois par Gianni Marcarini qui établit le record du tour, les spectateurs rient des farces de Federico Bahamontes et André Foucher. La tribune officielle, surchargée de spectateurs, s'affaisse de moitié, à l'issue du contre-la-montre, événement commenté en direct par le speaker Pierre Chable qui s'y trouvait.
Georges Groussard et Seamus Elliott sont les grands animateurs de la course. Le vainqueur de l'an dernier Rolf Wolfshohl abandonne, malade, dès le 3e tour. Elliot et Georges Groussard finissent par  s'extirper du peloton et réussissent à lui prendre un tour au 70e tour. Ils sont rejoints par Gilbert Desmet et Henri Battais, qui pourtant crève deux fois, au 81e tour et restent tranquillement au sein du peloton. La décision se joue au sprint entre ces quatre coureurs et c'est Georges Groussard qui l'emporte pour la première fois à Saint-Georges-de-Chesné devant le Belge Gilbert Desmet, Henri Battais et Seamus Elliott. Edward Sels et André Foucher finissent devant le peloton aux 5e et 6e places. Dans le peloton Federico Bahamontes finit 11e, Willy Bocklant 12e et Jacques Anquetil termine 17e.
Les coureurs, en particulier les plus connus, ne s'attardent pas à Saint-Georges-de-Chesné à l'issue de l'épreuve, ce que déplore le comité organisateur dans un communiqué de presse.
| \| 1. Georges Groussard \| France \| Pelforth-Sauvage-Lejeune \| en 2 h 35 min 15 s \| \| 2. Gilbert Desmet \| Belgique \| Wiel's-Groene Leeuw \| m.t. \| \| 3. Henri Battais \| France \| Bertin-Porter 39-Milremo \| m.t. \| \| 4. Seamus Elliott \| Irlande \| Saint-Raphaël-Gitane-Dunlop \| m.t. \| \| 5. Edward Sels \| Belgique \| Solo-Superia \| à 45 s \| \| 6. André Foucher \| France \| Pelforth-Sauvage-Lejeune \| m.t. \| \| 7. Jean-Paul Paris \| France \| Peugeot-BP-Englebert (indépendant) \| à 1 min 2 s \| \| 8. Vittorio Adorni \| Italie \| Salvarani \| m.t. \| \| 9. Joseph Thomin \| France \| V.C. Brestois (pro individuel) \| \| \| 10. Jean Gainche \| France \| Mercier-BP-Hutchinson \| m.t. \| |          |                                    |                    |
| 1. Georges Groussard | France   | Pelforth-Sauvage-Lejeune           | en 2 h 35 min 15 s |
| 2. Gilbert Desmet | Belgique | Wiel's-Groene Leeuw                | m.t.               |
| 3. Henri Battais | France   | Bertin-Porter 39-Milremo           | m.t.               |
| 4. Seamus Elliott | Irlande  | Saint-Raphaël-Gitane-Dunlop        | m.t.               |
| 5. Edward Sels | Belgique | Solo-Superia                       | à 45 s             |
| 6. André Foucher | France   | Pelforth-Sauvage-Lejeune           | m.t.               |
| 7. Jean-Paul Paris | France   | Peugeot-BP-Englebert (indépendant) | à 1 min 2 s        |
| 8. Vittorio Adorni | Italie   | Salvarani                          | m.t.               |
| 9. Joseph Thomin | France   | V.C. Brestois (pro individuel)     |                    |
| 10. Jean Gainche | France   | Mercier-BP-Hutchinson              | m.t.               |

|    | Coureur          | Temps  |
| 1. | Gianni Marcarini | 53 s   |
| 2. | Joseph Groussard | 56 s 5 |
| 3. | Edward Sels      | 57 s   |
| 4. | Henri Battais    | 57 s 2 |
| 5. | Rolf Wolfshohl   | 58 s 4 |

|    | Coureur          | Points |
| 1. | André Foucher    |        |
| .  | Gianni Marcarini |        |
| 3. | Edward Sels      |        |

### 1965:XIVeédition
| Engagés (22) |
| --- |
| Henri Battais - Édouard Bihouée - Bernard Charruau - Raymond Delisle - Jo de Roo - Marcel Duchemin - Jean Graczyk - Joseph Groussard - Raymond Guilbert - Christian Hamelin - Guy Ignolin - Jan Janssen - André Le Dissez - Paul Lemeteyer - Désiré Letort - Claude Mazeaud - Johny Schleck - Rolf Wolfshohl et 4 coureurs parmi : Bernard Glais - Félix Lebuhotel - Louis Rostollan - Jacques Simon - Jean-Claude Wuillemin. |

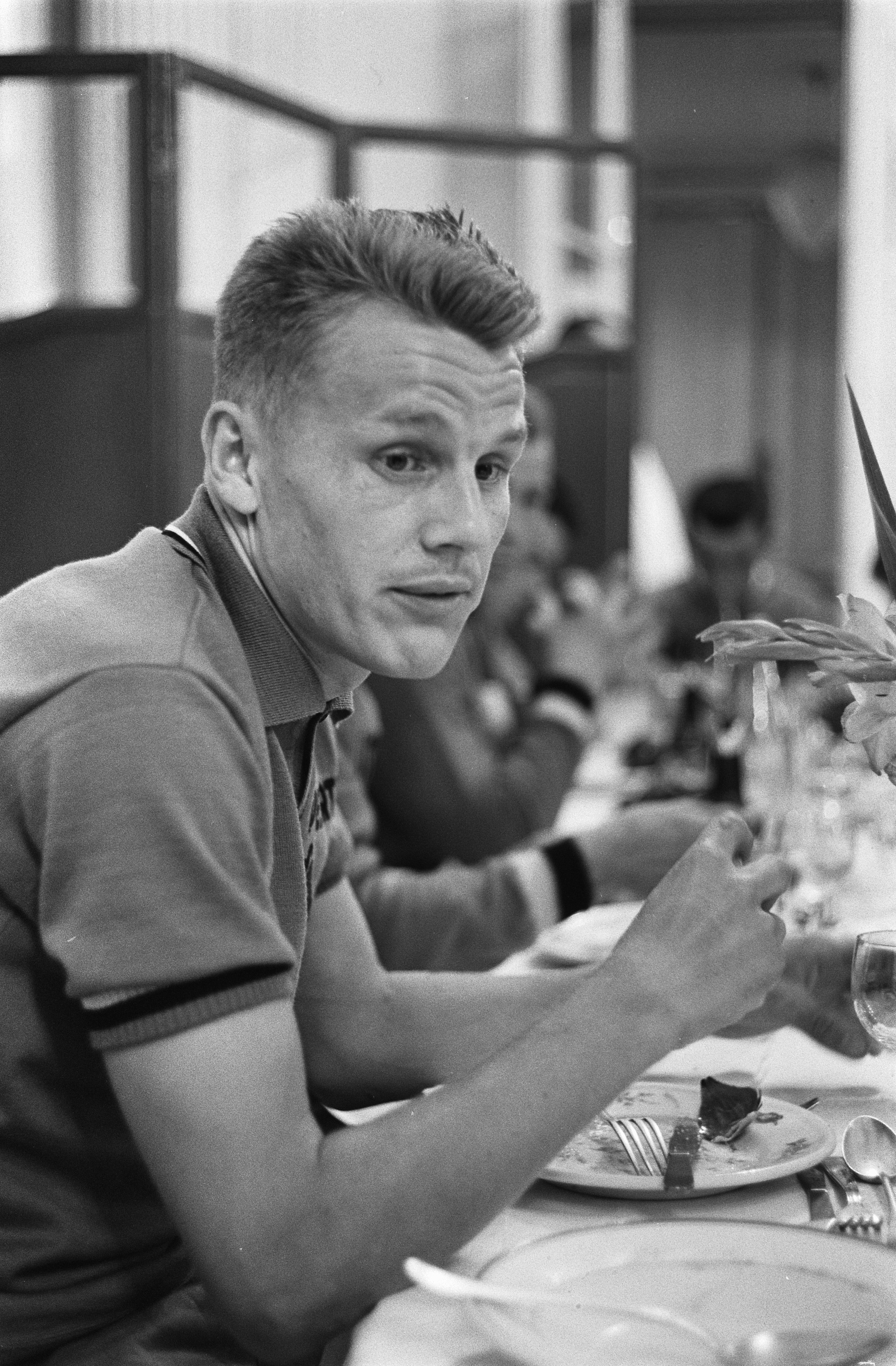
C'est le champion du monde en titre et meilleur sprinteur du Tour de France, le Néerlandais Jan Janssen (ici en 1963) qui arrive à Saint-Georges en 1965.

Cette édition est avancée à la fin du mois de juillet, tout de suite après le Tour de France, le dimanche 25 juillet. Elle accueille de nouveau un plateau international avec le Luxembourgeois Johny Schleck et surtout les Néerlandais Jan Janssen, champion du monde et maillot vert sur le Tour et Jo de Roo, champion des Pays-Bas et vainqueur du Tour des Flandres. L'Allemand Rolf Wolfshohl revient à Saint-Georges-de-Chesné, après y avoir gagné en 1963, auréolé de sa victoire dans le Tour d'Espagne.
C'est le coureur local, Henri Battais qui remporte le contre-la-montre, devant Rolf Wolfshohl, en 57 secondes.
Johny Schleck chute lourdement durant la course.
Le grand absent de la course fut Georges Groussard, immobilisé à la suite de son abandon dans le Tour de France ; il reçoit néanmoins la visite après la course de deux de ses coéquipiers à son domicile de Fougères : son frère Joseph Groussard, accompagné du Néerlandais Jan Janssen qui lui offre son maillot vert.
| \| 1. Joseph Groussard \| France \| Pelforth-Sauvage-Lejeune \| en 2h 21 min \| \| 2. Henri Battais \| France \| V.C. Rennais \| à 19 s \| \| 3. Jean Graczyk \| France \| Ford France-Gitane \| à 1 tour \| \| 4. Désiré Letort \| France \| Peugeot-BP-Dunlop \| à 1 tour \| \| 5. Rolf Wolfshohl \| Allemagne \| Mercier-BP-Hutchinson \| à 1 tour \| \| 6. Marcel Duchemin \| France \| O.C.C. Laval \| à 1 tour \| \| 7. Jo de Roo \| Pays-Bas \| Televizier \| à 2 tours \| \| 8. Jan Janssen \| Pays-Bas \| Pelforth-Sauvage-Lejeune \| à 5 tours \| \| 9. Claude Mazeaud \| France \| Peugeot-BP (indépendant) \| \| \| 10. Paul Lemeteyer \| France \| Ford France-Gitane \| \| |           |                          |              |
| 1. Joseph Groussard | France    | Pelforth-Sauvage-Lejeune | en 2h 21 min |
| 2. Henri Battais | France    | V.C. Rennais             | à 19 s       |
| 3. Jean Graczyk | France    | Ford France-Gitane       | à 1 tour     |
| 4. Désiré Letort | France    | Peugeot-BP-Dunlop        | à 1 tour     |
| 5. Rolf Wolfshohl | Allemagne | Mercier-BP-Hutchinson    | à 1 tour     |
| 6. Marcel Duchemin | France    | O.C.C. Laval             | à 1 tour     |
| 7. Jo de Roo | Pays-Bas  | Televizier               | à 2 tours    |
| 8. Jan Janssen | Pays-Bas  | Pelforth-Sauvage-Lejeune | à 5 tours    |
| 9. Claude Mazeaud | France    | Peugeot-BP (indépendant) |              |
| 10. Paul Lemeteyer | France    | Ford France-Gitane       |              |

|    | Coureur          | Temps         |
| 1. | Henri Battais    | 57 s 4/5      |
| 2. | Rolf Wolfshohl   | 1 min 0 s 1/5 |
| 3. | Bernard Charruau | 1 min 0 s 2/5 |
| 4. | Jean Graczyk     | 1 min 1 s 4/5 |

|    | Coureur          | Points |
| 1. | Joseph Groussard | 20 pts |
| 2. | Jean Graczyk     | 15 pts |
| 3. | Henri Battais    | 12 pts |

### 1966:XVeédition
| Engagés (19) |
| --- |
| Dont (18) : Lucien Aimar - Jean Arzé - Henri Battais - Gilbert Bellone - Bernard Charruau - Gilbert Desmet - Jacques Favreau - Hubert Ferrer - Michel Grain - Georges Groussard - Joseph Groussard - François Hamon - David Lancaster - Georges Le Bourhis - Hubert Niel - Roger Pingeon - Raymond Poulidor - Rolf Wolfshohl. |

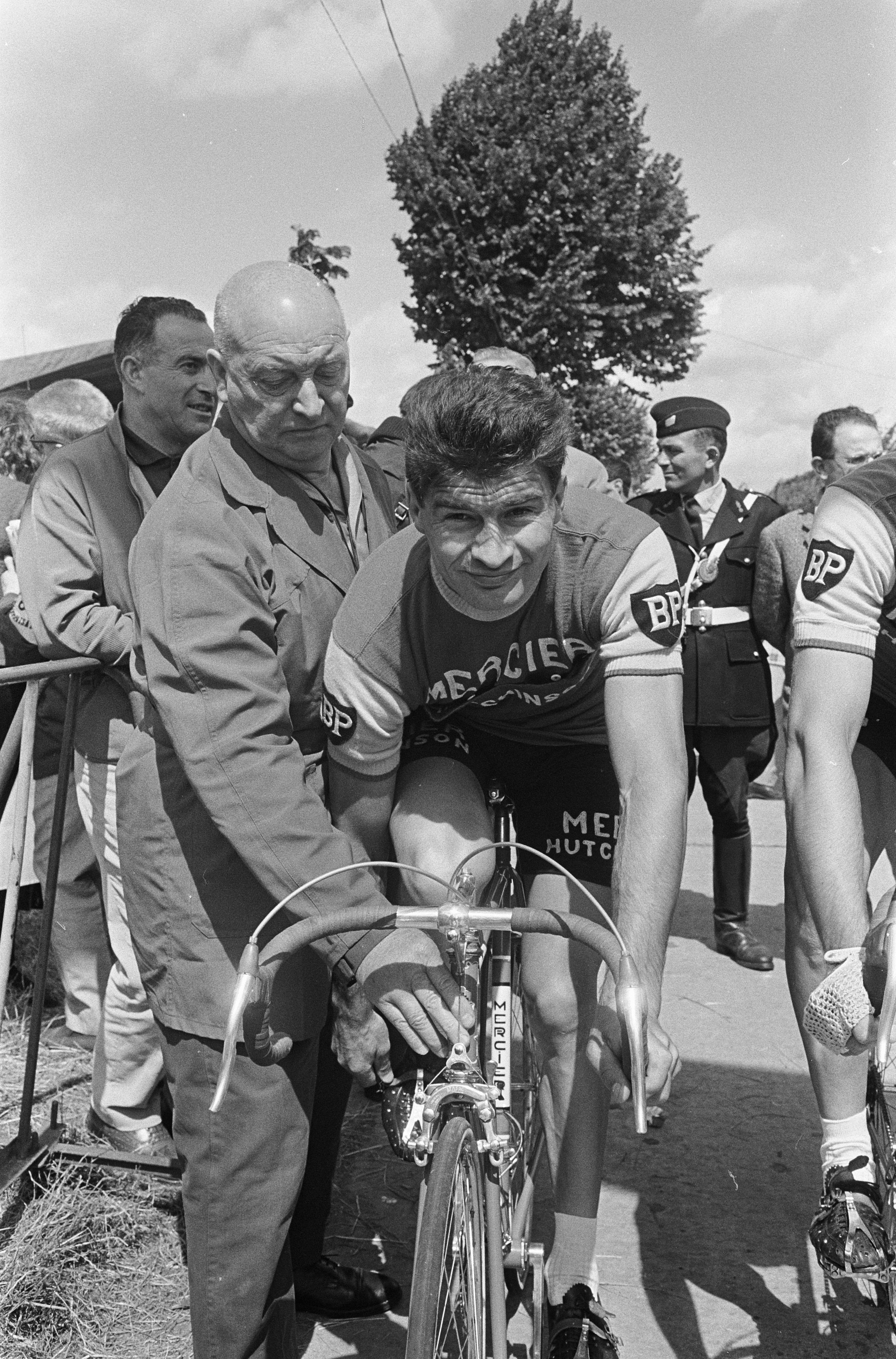
Pour sa troisième participation au G.P. cycliste, Raymond Poulidor échoue encore pour la victoire finale.

Le podium de cette 15e édition est composé de Joseph Groussard, Rolf Wolfshohl et Raymond Poulidor. Cette édition accueille Lucien Aimar, qui pour sa deuxième saison professionnelle obtient déjà des résultats : il a remporté Gênes-Nice et s'est classé 2e de la Flèche wallonne avant d'arriver en Bretagne. Il va remporter le Tour, quelques semaines après.
| \| 1. Joseph Groussard \| France \| Pelforth-Sauvage-Lejeune \| en 2 h 11 min \| \| 2. Rolf Wolfshohl \| Allemagne \| Mercier-BP-Hutchinson \| m.t. \| \| 3. Raymond Poulidor \| France \| Mercier-BP-Hutchinson \| m.t. \| \| 4. Gilbert Bellone \| France \| Mercier-BP-Hutchinson \| à 1 tour \| \| 5. Lucien Aimar \| France \| Ford France-Hutchinson \| à 2 tours \| \| 6. Hubert Niel \| France \| Peugeot-BP-Michelin \| à 2 tours \| \| 7. Michel Grain \| France \| Ford France-Hutchinson \| à 3 tours \| \| 8. Roger Pingeon \| France \| Peugeot-BP-Michelin \| à 3 tours \| \| 9. Gilbert Desmet \| Belgique \| Roméo-Smith's-Plume Sport \| à 3 tours \| \| 10. Jean Arzé \| France \| Kamomé-Dilecta-Dunlop \| à 5 tours \| |           |                           |               |
| 1. Joseph Groussard | France    | Pelforth-Sauvage-Lejeune  | en 2 h 11 min |
| 2. Rolf Wolfshohl | Allemagne | Mercier-BP-Hutchinson     | m.t.          |
| 3. Raymond Poulidor | France    | Mercier-BP-Hutchinson     | m.t.          |
| 4. Gilbert Bellone | France    | Mercier-BP-Hutchinson     | à 1 tour      |
| 5. Lucien Aimar | France    | Ford France-Hutchinson    | à 2 tours     |
| 6. Hubert Niel | France    | Peugeot-BP-Michelin       | à 2 tours     |
| 7. Michel Grain | France    | Ford France-Hutchinson    | à 3 tours     |
| 8. Roger Pingeon | France    | Peugeot-BP-Michelin       | à 3 tours     |
| 9. Gilbert Desmet | Belgique  | Roméo-Smith's-Plume Sport | à 3 tours     |
| 10. Jean Arzé | France    | Kamomé-Dilecta-Dunlop     | à 5 tours     |

| \| \| Coureur \| Temps \| \| 1. \| Rolf Wolfshohl \| 56 s 1/5 \| \| 2. \| Bernard Charruau \| 58 s \| \| 3. \| Joseph Groussard \| 58 s 1/5 \| \| 4. \| Jean Arzé \| 59 s 2/5 \| \| 5. \| Raymond Poulidor \| 59 s 4/5 \| |                  |          |
| | Coureur          | Temps    |
| 1. | Rolf Wolfshohl   | 56 s 1/5 |
| 2. | Bernard Charruau | 58 s     |
| 3. | Joseph Groussard | 58 s 1/5 |
| 4. | Jean Arzé        | 59 s 2/5 |
| 5. | Raymond Poulidor | 59 s 4/5 |

### 1967:XVIeédition
| Engagés (20) |
| --- |
| Dont (16) : Roland Berland - Marcel Duchemin - Michel Grain - René Grenier - Georges Groussard - Joseph Groussard - Michel Guyot - Barry Hoban - Désiré Letort - Jean Marcarini - Fernand Maurice - Yves Panaget - Roger Pingeon - Raymond Riotte - Jean Sadot - Rolf Wolfshohl. |

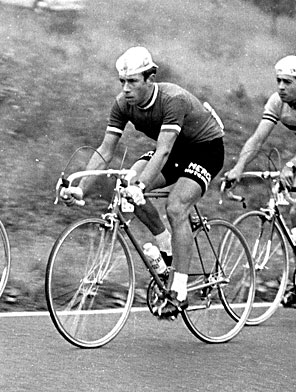
Le coureur anglais Barry Hoban, ici en 1966, termine sur le podium.

Roger Pingeon remporte la course après avoir gagné à Bain-de-Bretagne et Châteaugiron.
| \| 1. Roger Pingeon \| France \| Peugeot-BP-Michelin \| en 2h27 \| \| 2. Rolf Wolfshohl \| Allemagne \| Bic \| m.t. \| \| 3. Barry Hoban \| Royaume-Uni \| Mercier-BP-Hutchinson \| à 40 s \| \| 4. Georges Groussard \| France \| Pelforth-Sauvage-Lejeune \| à 55 s \| \| 5. Désiré Letort \| France \| Peugeot-BP-Michelin \| à 57 s \| \| 6. Joseph Groussard \| France \| Tigra-Grammont-De Gribaldy \| à 1 min 5s \| \| 7. Roland Berland \| France \| Amateur H.C. \| à 1 min 45s \| \| 8. Michel Grain \| France \| Bic \| m.t. \| \| 9. Jean Marcarini \| France \| Mercier-BP-Hutchinson \| à 1 min 55 s \| \| 10. Raymond Riotte \| France \| Bic \| \| |             |                            |              |
| 1. Roger Pingeon | France      | Peugeot-BP-Michelin        | en 2h27      |
| 2. Rolf Wolfshohl | Allemagne   | Bic                        | m.t.         |
| 3. Barry Hoban | Royaume-Uni | Mercier-BP-Hutchinson      | à 40 s       |
| 4. Georges Groussard | France      | Pelforth-Sauvage-Lejeune   | à 55 s       |
| 5. Désiré Letort | France      | Peugeot-BP-Michelin        | à 57 s       |
| 6. Joseph Groussard | France      | Tigra-Grammont-De Gribaldy | à 1 min 5s   |
| 7. Roland Berland | France      | Amateur H.C.               | à 1 min 45s  |
| 8. Michel Grain | France      | Bic                        | m.t.         |
| 9. Jean Marcarini | France      | Mercier-BP-Hutchinson      | à 1 min 55 s |
| 10. Raymond Riotte | France      | Bic                        |              |

### 1969:XVIIeédition
| Engagés (24) |
| --- |
| André Bayssière - Roland Berland - Robert Bouloux - André Carlo - Ducreux (Francis ou Daniel) - Andrés Gandarias - Felice Gimondi - François Goasduff - Georges Groussard - Cyrille Guimard - Bernard Guyot - François Hamon - Barry Hoban - Alain Huby - Paul Lemeteyer - Désiré Letort - Jean Marcarini - Pierre Matignon - Léon-Paul Ménard - Yves Panaget - Roger Pingeon - Yves Ravaleu - Christian Raymond - Jean Vidament. |

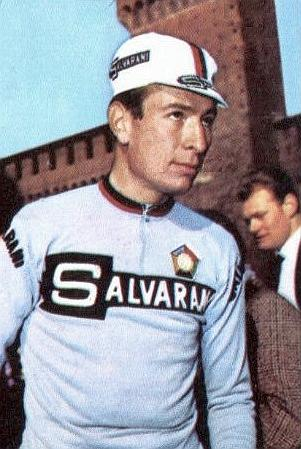
Felice Gimondi, vainqueur du Tour d'Italie, abandonne le critérium sur chute.

La course accueille le vainqueur du Tour d'Italie Felice Gimondi, l'Espagnol Andrés Gandarias cinquième du Tour de France, le Britannique Barry Hoban double vainqueur d'étape sur le Tour, Désiré Letort maillot jaune une journée lors du Tour et Roger Pingeon second du Tour de France. D'importantes intempéries gênent le déroulement de cette 17e édition qui a lieu le 23 août. À cause de fortes pluies et à la demande des coureurs, le nombre de tours de circuit est diminué de 125 à 110 (soit 88 km) et une épreuve inédite de relais de trois coureurs sur trois tours est annulée. Roger Pingeon refusa finalement de prendre le départ au vu des conditions météorologiques et de primes promises non versées.
Une chute d'une dizaine de coureurs provoque l'abandon de Gimondi et Gandarias, et envoie le Briochin André Carlo à l'hôpital de Fougères. Désiré Letort l'emporte, 21 secondes devant Cyrille Guimard.
| \| 1. Désiré Letort \| France \| Peugeot-BP-Michelin \| en 1 h 59 min 48 s \| \| 2. Cyrille Guimard \| France \| Mercier-BP-Hutchinson \| à 21 s \| \| 3. André Bayssière \| France \| Peugeot-BP-Michelin \| m.t. \| \| 4.Paul Lemeteyer \| France \| Mercier-BP-Hutchinson \| à 1 min 17 s \| \| 5. Yves Ravaleu \| France \| Sonolor-Lejeune \| \| \| 6. Georges Groussard \| France \| V.C. Rennais (Amateur H.C.) \| \| \| 7. Léon-Paul Ménard \| France \| V.C. Rennais \| \| \| 8. Barry Hoban \| Royaume-Uni \| Mercier-BP-Hutchinson \| \| \| 9. Bernard Guyot \| France \| Sonolor-Lejeune \| \| \| 10. Roland Berland \| France \| Bic \| \| |             |                             |                    |
| 1. Désiré Letort | France      | Peugeot-BP-Michelin         | en 1 h 59 min 48 s |
| 2. Cyrille Guimard | France      | Mercier-BP-Hutchinson       | à 21 s             |
| 3. André Bayssière | France      | Peugeot-BP-Michelin         | m.t.               |
| 4.Paul Lemeteyer | France      | Mercier-BP-Hutchinson       | à 1 min 17 s       |
| 5. Yves Ravaleu | France      | Sonolor-Lejeune             |                    |
| 6. Georges Groussard | France      | V.C. Rennais (Amateur H.C.) |                    |
| 7. Léon-Paul Ménard | France      | V.C. Rennais                |                    |
| 8. Barry Hoban | Royaume-Uni | Mercier-BP-Hutchinson       |                    |
| 9. Bernard Guyot | France      | Sonolor-Lejeune             |                    |
| 10. Roland Berland | France      | Bic                         |                    |

|    | Coureur           | Temps |
| 1. | Jean Marcarini    |       |
| 2. | Désiré Letort     |       |
| 3. | François Goasduff |       |
| 4. | Paul Lemeteyer    |       |
| 5. | Felice Gimondi    |       |

|    | Coureur         | Points |
| 1. | Cyrille Guimard |        |
| 2. | Désiré Letort   |        |
| 3. | André Bayssière |        |

### 1970:XVIIIeédition
| Engagés (18) |
| --- |
| Dont (16) : André - Jean Belloir - André Berthelin - Louis Coquelin - J.-L. Courtois - Marc Dixneuf - André Foucher - Jacques Gestraud - Georges Groussard - Henri Guillemette - Jean-Yves Lebreton - Paul Lemeteyer - Jean-Paul Maho - Jean Marcarini - Fernand Maurice - Michel Michaud. |

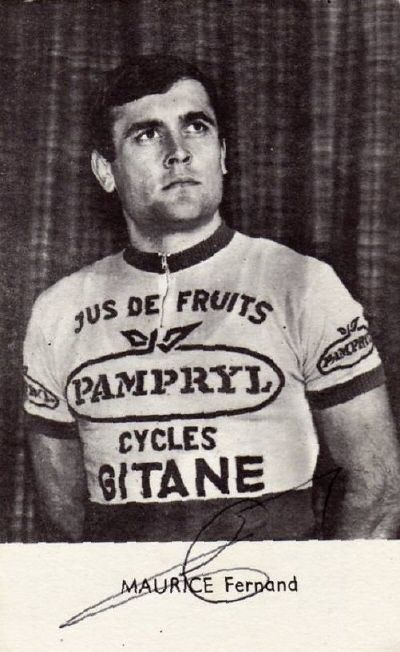
Fernand Maurice termine 1er ex æquo du contre-la-montre.

La course a lieu le dimanche 30 août. Elle n'est ouverte qu'aux coureurs "Toutes Catégories", c'est-à-dire aux coureurs amateurs. Il n'y a plus de professionnels au départ, pour la première fois depuis vingt ans. Néanmoins, le plateau est de qualité avec la présence d'anciens pros comme Georges Groussard, André Foucher, Jean Marcarini ou Paul Lemeteyer. L'épreuve n'est plus une course, pour laquelle les coureurs ont un contrat mais une course aux prix et aux primes. La course est dotée à hauteur de 3 100 F, dont 600 pour le vainqueur.
Le traditionnel contre-la-montre qui inaugure le Grand Prix évolue, puisqu'il s'agit cette année d'une course de côte de 500 mètres, chronométrée. Ce changement n'empêche pas Jean Marcarini de l'emporter une nouvelle fois, partageant la victoire avec Fernand Maurice puisque les deux coureurs réalisent le même temps. Les principaux animateurs de la course sont Georges Groussard, André Foucher et l'engagé de dernière minute Jacques Gestraud. Georges Groussard finit par s'échapper seul et à creuser un écart important avec le peloton ; écart suffisant pour conserver sa première place malgré une crevaison à trois tours de la fin. Georges Groussard remporte sa deuxième victoire à Saint-Georges, pour sa huitième et dernière participation, 35 secondes devant André Foucher et Jacques Gestraud.
| \| 1. Georges Groussard \| France \| V.C. Rennais (Amateur H.C.) \| en 2 h 15 min \| \| 2. André Foucher \| France \| ASPTT Rennes (Amateur H.C.) \| à 35 s \| \| 3. Jacques Gestraud \| France \| U.A. La Rochefoucauld (Amateur H.C.) \| m.t. \| \| 4. Jean Marcarini \| France \| U.C.L. Hennebont (Amateur H.C.) \| à 1 min 10 s \| \| 5. Jean-Yves Lebreton \| France \| ASPTT Nantes \| m.t. \| \| 6. Paul Lemeteyer \| France \| Pédale Chantenaysienne \| m.t. \| \| 7. Henri Guillemette \| France \| V.C. Granville \| m.t. \| \| 8. Louis Coquelin \| France \| ASPTT Rennes \| m.t. \| \| 9. Jean Belloir \| France \| A.G. La Haye-du-Puits \| à 2 min \| \| 10. Marc Dixneuf \| France \| U.S. St-Herblain \| à 3 min \| |        |                                      |               |
| 1. Georges Groussard | France | V.C. Rennais (Amateur H.C.)          | en 2 h 15 min |
| 2. André Foucher | France | ASPTT Rennes (Amateur H.C.)          | à 35 s        |
| 3. Jacques Gestraud | France | U.A. La Rochefoucauld (Amateur H.C.) | m.t.          |
| 4. Jean Marcarini | France | U.C.L. Hennebont (Amateur H.C.)      | à 1 min 10 s  |
| 5. Jean-Yves Lebreton | France | ASPTT Nantes                         | m.t.          |
| 6. Paul Lemeteyer | France | Pédale Chantenaysienne               | m.t.          |
| 7. Henri Guillemette | France | V.C. Granville                       | m.t.          |
| 8. Louis Coquelin | France | ASPTT Rennes                         | m.t.          |
| 9. Jean Belloir | France | A.G. La Haye-du-Puits                | à 2 min       |
| 10. Marc Dixneuf | France | U.S. St-Herblain                     | à 3 min       |

|    | Coureur            | Temps  |
| 1. | Jean Marcarini     | 50 s 2 |
| .  | Fernand Maurice    | 50 s 2 |
| 3. | Jean Belloir       | 50 s 4 |
| 4. | Henri Guillemette  | 52 s   |
| 5. | Jean-Yves Lebreton | 52 s 1 |

|    | Coureur           | Points |
| 1. | Paul Lemeteyer    | 15 pts |
| 2. | Georges Groussard | 10 pts |
| .  | Henri Guillemette | 10 pts |

### 1971:XIXeédition
L'épreuve se tient le dimanche 29 août. Elle est réservée aux coureurs amateurs de deuxième catégorie et aux juniors. Le circuit est modifié, la boucle n'enserre plus uniquement le bourg et mesure maintenant 6,8 km à parcourir 15 fois, soit 102 km. Les engagés sont au nombre de quarante-six.
La course démarre sur un rythme très rapide, ce qui a pour conséquence de lâcher plusieurs coureurs. Au 9e tour, un groupe de neuf coureurs s'échappe et conserve son avance sur le peloton durant les six derniers tours. Le Normand Gilbert Vibert remporte l'épreuve au sprint devant le vétéran de 37 ans André Bigot et un autre Normand, Chauvin.
| \| 1. Gilbert Vibert \| France \| Périers-Sports \| en 2 h 40 min \| \| 2. André Bigot \| France \| C.C. Rennais \| m.t. \| \| 3. M. Chauvin \| France \| \| m.t. \| \| 4. Roger Arondel \| France \| V.C. St-Hilairien \| m.t. \| \| 5. G. Avranche \| France \| \| m.t. \| |        |                   |               |
| 1. Gilbert Vibert | France | Périers-Sports    | en 2 h 40 min |
| 2. André Bigot | France | C.C. Rennais      | m.t.          |
| 3. M. Chauvin | France |                   | m.t.          |
| 4. Roger Arondel | France | V.C. St-Hilairien | m.t.          |
| 5. G. Avranche | France |                   | m.t.          |

### 1972:XXeédition
La course est remportée par le Rennais Michel Raulet, devant Coquelin (Louis ou Serge ?). Un Richeux (Alfred ou Jean-Michel Richeux) termine troisième.
| \| 1. Michel Raulet \| France \| V.C. Rennais \| \| \| 2. Coquelin \| France \| \| \| \| 3. Richeux \| France \| \| \| |        |              |  |
| 1. Michel Raulet | France | V.C. Rennais |  |
| 2. Coquelin | France |              |  |
| 3. Richeux | France |              |  |

### 1976:XXIeédition
L'ultime édition du Grand Prix cyclise a lieu en septembre 1976. Réservée aux amateurs et aux juniors, la course voit la victoire de Christian (?) Rocher devant le Normand Jean-François Chemineau et le Rennais Daniel Tireau.
| \| 1. Christian(?) Rocher \| France \| O.C.C. Laval \| \| \| 2. Jean-François Chemineau \| France \| U.V. Rai-Aube \| \| \| 3. Daniel Tireau \| France \| A.S.P.T.T. Rennes \| \| |        |                   |  |
| 1. Christian(?) Rocher | France | O.C.C. Laval      |  |
| 2. Jean-François Chemineau | France | U.V. Rai-Aube     |  |
| 3. Daniel Tireau | France | A.S.P.T.T. Rennes |  |

## Palmarès
| Année | Vainqueur                                                      | Pays                                                           | Deuxième                                                       | Pays                                                           | Troisième                                                      | Pays                                                           |
| 1948  | Simon Lamour                                                   | France                                                         | NC                                                             |                                                                | NC                                                             |                                                                |
| 1949  | Régnier                                                        | France                                                         | Morin                                                          | France                                                         | Legeleux                                                       | France                                                         |
| 1950  | Léon Lavigne                                                   | France                                                         | Marcel Blot                                                    | France                                                         | Louis Lesaux                                                   | France                                                         |
| 1951  | René Beghetti                                                  | France                                                         | Basile Decortès                                                | France                                                         | Léon Lavigne                                                   | France                                                         |
| 1952  | Adolphe Garel                                                  | France                                                         | René Beghetti                                                  | France                                                         | Robert Jourdin                                                 | France                                                         |
| 1953  | Henri Perly                                                    | France                                                         | Roger Taupin                                                   | France                                                         | Auguste Trubert                                                | France                                                         |
| 1954  | Marcel Fougères                                                | France                                                         | Aimé Landrieux                                                 | France                                                         | Pierre Michel                                                  | France                                                         |
| 1955  | André Ruffet                                                   | France                                                         | Henri Perly                                                    | France                                                         | Michel Bellay                                                  | France                                                         |
| 1956  | Course non-organisée                                           | Course non-organisée                                           | Course non-organisée                                           | Course non-organisée                                           | Course non-organisée                                           | Course non-organisée                                           |
| 1957  | Course non-organisée                                           | Course non-organisée                                           | Course non-organisée                                           | Course non-organisée                                           | Course non-organisée                                           | Course non-organisée                                           |
| 1958  | Émile Guérinel                                                 | France                                                         | Alex Gnaldi                                                    | France                                                         | Marcel Carfantan                                               | France                                                         |
| 1959  | Joseph Groussard                                               | France                                                         | André Ruffet                                                   | France                                                         | Joseph Morvan                                                  | France                                                         |
| 1960  | Course non-disputée car visite du Général de Gaulle à Fougères | Course non-disputée car visite du Général de Gaulle à Fougères | Course non-disputée car visite du Général de Gaulle à Fougères | Course non-disputée car visite du Général de Gaulle à Fougères | Course non-disputée car visite du Général de Gaulle à Fougères | Course non-disputée car visite du Général de Gaulle à Fougères |
| 1961  | Joseph Groussard                                               | France                                                         | Raymond Poulidor                                               | France                                                         | André Ruffet                                                   | France                                                         |
| 1962  | Gilbert Desmet                                                 | Belgique                                                       | Francis Pipelin                                                | France                                                         | Georges Groussard                                              | France                                                         |
| 1963  | Rolf Wolfshohl                                                 | Allemagne                                                      | Joseph Groussard                                               | France                                                         | François Hamon                                                 | France                                                         |
| 1964  | Georges Groussard                                              | France                                                         | Gilbert Desmet                                                 | Belgique                                                       | Henri Battais                                                  | France                                                         |
| 1965  | Joseph Groussard                                               | France                                                         | Henri Battais                                                  | France                                                         | Jean Graczyk                                                   | France                                                         |
| 1966  | Joseph Groussard                                               | France                                                         | Rolf Wolfshohl                                                 | Allemagne                                                      | Raymond Poulidor                                               | France                                                         |
| 1967  | Roger Pingeon                                                  | France                                                         | Rolf Wolfshohl                                                 | Allemagne                                                      | Barry Hoban                                                    | Royaume-Uni                                                    |
| 1968  | Course non-organisée                                           | Course non-organisée                                           | Course non-organisée                                           | Course non-organisée                                           | Course non-organisée                                           | Course non-organisée                                           |
| 1969  | Désiré Letort                                                  | France                                                         | Cyrille Guimard                                                | France                                                         | André Bayssière                                                | France                                                         |
| 1970  | Georges Groussard                                              | France                                                         | André Foucher                                                  | France                                                         | Jacques Gestraud                                               | France                                                         |
| 1971  | Gilbert Vibert                                                 | France                                                         | André Bigot                                                    | France                                                         | M. Chauvin                                                     | France                                                         |
| 1972  | Michel Raulet                                                  | France                                                         | Serge ou Louis Coquelin                                        | France                                                         | Alfred ou Jean-Michel Richeux                                  | France                                                         |
| 1973  | Course non-organisée (?)                                       | Course non-organisée (?)                                       | Course non-organisée (?)                                       | Course non-organisée (?)                                       | Course non-organisée (?)                                       | Course non-organisée (?)                                       |
| 1974  | Course non-organisée (?)                                       | Course non-organisée (?)                                       | Course non-organisée (?)                                       | Course non-organisée (?)                                       | Course non-organisée (?)                                       | Course non-organisée (?)                                       |
| 1975  | Course non-organisée (?)                                       | Course non-organisée (?)                                       | Course non-organisée (?)                                       | Course non-organisée (?)                                       | Course non-organisée (?)                                       | Course non-organisée (?)                                       |
| 1976  | Christian(?) Rocher                                            | France                                                         | Jean-François Chemineau                                        | France                                                         | Daniel Tireau                                                  | France                                                         |

### Classements annexes
| Année | Vainqueur                         | Pays            |
| 1959  | Seamus Elliott                    | Irlande         |
| 1961  | Joseph Groussard                  | France          |
| 1962  | Gilbert Desmet                    | Belgique        |
| 1963  | Rolf Wolfshohl                    | Allemagne       |
| 1964  | André Foucher et Gianni Marcarini | France / Italie |
| 1965  | Joseph Groussard                  | France          |
| 1966  | NC                                |                 |
| 1967  | NC                                |                 |
| 1969  | Cyrille Guimard                   | France          |
| 1970  | Paul Lemeteyer                    | France          |

| Année | Vainqueur                         | Pays      |
| 1961  | Joseph Groussard                  | France    |
| 1962  | Gianni Marcarini                  | Italie    |
| 1963  | Gianni Marcarini                  | Italie    |
| 1964  | Gianni Marcarini                  | Italie    |
| 1965  | Henri Battais                     | France    |
| 1966  | Rolf Wolfshohl                    | Allemagne |
| 1967  | NC                                |           |
| 1969  | Jean Marcarini                    | France    |
| 1970  | Jean Marcarini et Fernand Maurice | France    |

### Records
- Joseph Groussard détient le record du nombre de victoires dans le G.P. cycliste : 4 (1959, 1961, 1965 et 1966).
- Jean Marcarini détient le record du nombre de victoires dans le contre-la-montre du G.P. cycliste : 5 (1962, 1963, 1964, 1969 et 1970 ex æquo).
- Joseph Groussard détient le record du nombre de victoires dans le classement par points du G.P. cycliste : 2 (1961, 1965).
- Joseph Groussard est le seul coureur à avoir réalisé le triplé : victoire finale, contre-la-montre et classement par points ; en 1961.
- Jean Marcarini détient le record du tour du circuit en 53 secondes (1964).
- Joseph Groussard détient le record du nombre de participations (10) devant son frère Georges Groussard (8) et Jean Marcarini (7).

## Courses du Carrefour de la Grange
Une autre course cycliste avait lieu à Saint-Georges-de-Chesné au lieu-dit "la Grange", situé à deux kilomètres du bourg. Cette épreuve, réservée aux coureurs de 3e et 4e catégories, s'est tenue en parallèle du Grand Prix cycliste au début des années 1950. Elle se déroulait en juin.

### 1950
L'année précédente, en 1949, n'a vu la tenue que d'une course cantonale. Cette fois-ci, l'épreuve est ouverte aux troisième et quatrième catégories, et pour la première fois sous le contrôle du Vélo Sportif Fougerais (VSF). La course a lieu le 3 juin.
Desancé, le vainqueur, roule pour l'autre club de Fougères, le Cyclo-Club Fougerais (CCF). Il s'impose devant les 24 autres partants sur un circuit de 4 km à parcourir 15 fois (soit 60 km).
| \| 1. Desancé \| France \| CC Fougerais \| \| \| 2. Thomas \| France \| VS Fougerais \| \| \| 3. Mariault \| France \| SC Romazy \| \| |        |              |  |
| 1. Desancé | France | CC Fougerais |  |
| 2. Thomas | France | VS Fougerais |  |
| 3. Mariault | France | SC Romazy    |  |

### 1951
L'épreuve a lieu le 24 juin. Elle a le même cadre que l'année précédente ; ouverte aux troisième et quatrième catégories, sur un circuit de 4 km à parcourir 15 fois.
Malheureusement, la presse locale ne fait pas état des résultats de l'épreuve.

### 1952
Toujours ouverte aux troisième et quatrième catégories, la course se déroule cette fois-ci sur 75 km le 7 juin 1952. Cette quatrième édition voit la première victoire d'un licencié du Vélo Sportif Fougerais, qui assure le contrôle sportif de l'épreuve depuis 1950.
René Renouard s'impose parmi 44 partants des clubs cyclistes de Fougères (V.S.F. et C.C.F.) et de Rennes (V.C.R. et S.C.R.).
| \| 1. René Renouard \| France \| VS Fougerais \| \| \| 2. Marcel Fougères \| France \| VS Fougerais \| \| \| 3. Robert \| France \| CC Rennais \| \| |        |              |  |
| 1. René Renouard | France | VS Fougerais |  |
| 2. Marcel Fougères | France | VS Fougerais |  |
| 3. Robert | France | CC Rennais   |  |

### 1953
Le 21 juin, l'épreuve ouverte aux troisième et quatrième catégories, voit la victoire de Ramel, coureur du V.S.F., parmi 21 partants.
| \| 1. Ramel \| France \| VS Fougerais \| \| \| 2. Lebouc \| France \| VS Fougerais \| \| \| 3. Georgeault \| France \| \| \| |        |              |  |
| 1. Ramel | France | VS Fougerais |  |
| 2. Lebouc | France | VS Fougerais |  |
| 3. Georgeault | France |              |  |

### 1954
Le 12 juin, l'épreuve ouverte aux troisième et quatrième catégories, voit la victoire d'Aussant, coureur du C.C. Fougerais. Joseph Groussard, 20 ans, termine huitième pour sa première participation sous les couleurs du V.S. Fougerais.
| \| 1. Aussant \| France \| CC Fougerais \| \| \| 2. André Pannetier \| France \| VC Rennais \| \| \| 3. Frémont \| France \| VC Rennais \| \| |        |              |  |
| 1. Aussant | France | CC Fougerais |  |
| 2. André Pannetier | France | VC Rennais   |  |
| 3. Frémont | France | VC Rennais   |  |

## Le cyclisme après le critérium

### Championnat d'Ille-et-Vilaine 1990
Saint-Georges-de-Chesné accueille en 1990 le championnal départemental d'Ille-et-Vilaine de cyclisme sur route, remparté par le coureur du C.C. Rennais Stéphane Galbois, par ailleurs vainqueur du Tour de Loire-Atlantique et des Boucles guégonnaises la même année.

### Course régionale en 1995
Saint-Georges-de-Chesné renoue avec la compétition cycliste en accueillant le 13 août 1995 une course comptant pour le championnat de Régionale 1, avec 106 coureurs au départ, qui voit la victoire de Serge Lebreton.

### Le Circuit des Trois Provinces2001

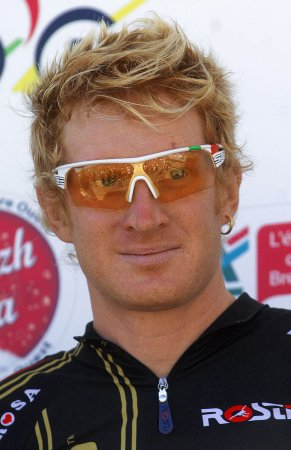
Éric Berthou (ici en 2012), vainqueur à Saint-Georges-de-Chesné en 2001.

Le 9 septembre 2001, la commune reçoit l'arrivée de la troisième et dernière étape du Circuit des Trois Provinces, une épreuve réservée, à cette époque, à des coureurs "Espoirs Elite" (âgés de moins de 23 ans).
L'étape de 99 km partait du cimetière américain de Saint-James (Manche) pour rejoindre Saint-Georges-de-Chesné, où les coureurs effectuaient cinq tours d'un circuit final de 9 km. Le vainqueur de l'étape fut le Breton Éric Berthou, passé professionnel depuis, tout comme son dauphin et vainqueur du classement final de l'épreuve, Jimmy Engoulvent.
| Classement de l'étape  | Classement de l'étape | Classement de l'étape  | Classement de l'étape |
| ---------------------- | --------------------- | ---------------------- | --------------------- |
| 1. Éric Berthou        | France                | Comité Finistère       | en 2 h 18 min 31 s    |
| 2. Jimmy Engoulvent    | France                | Vendée U               | m. t.                 |
| 3. Fabien Fleury       | France                | Sélection de Normandie | à 38 s                |
| 4. Manuel Michot       | France                | VC Dinan               | à 40 s                |
| 5. Yuriy Krivtsov      | Ukraine               | Nantes 44              | m. t.                 |
| 6. David Bréard        | France                | Sélection de Normandie | m. t.                 |
| 7. Lloyd Mondory       | France                | Jean Floc'h            | m. t.                 |
| 8. Alexandr Kozlov     | Biélorussie           | VC Roubaix             | m. t.                 |
| 9. Jean-François Jégou | France                | Bretagne U Plouvien    | m. t.                 |
| 10. Éric Trokimo       | France                | CC Nogent-sur-Oise     | m. t.                 |

### Tour de Bretagne 2015

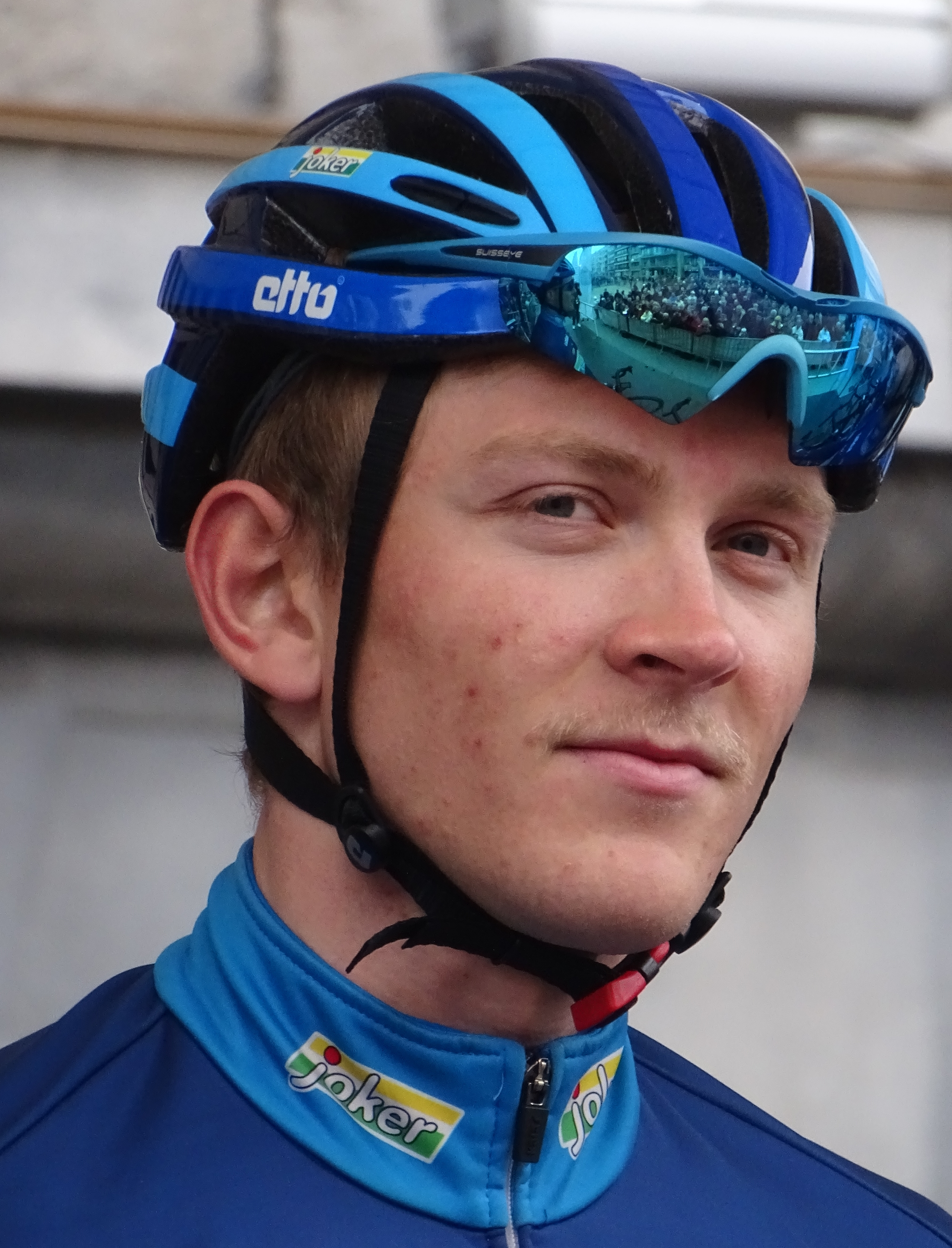
Le Norvégien Daniel Hoelgaard, piégé à la sortie de Saint-Georges-de-Chesné termine tout de même sur le podium du Tour de Bretagne 2015.

La 7e et dernière étape du Tour de Bretagne 2015, une boucle Liffré-Liffré, traverse le bourg de Saint-Georges-de-Chesné à hauteur du 54e kilomètre, d'une étape qui en compte 146, le 1er mai. Un coureur de Bretagne-Séché est alors échappé, à 23 secondes de ses poursuivants et à une quarantaine de secondes du peloton. À la sortie du bourg de Saint-Georges-de-Chesné, dans la côte d'Urbise, les coureurs de Bretagne-Séché et de Vendée U provoquent une bordure qui piège un des concurrents à la victoire, le Norvégien Daniel Hoelgaard. C'est le Belge Loïc Vliegen qui remporte l'étape à Liffré et un autre Belge, Sébastien Delfosse, qui gagne le classement général du Tour de Bretagne 2015.

### Documentation

#### Sources
- L'Ouest-Éclair, quotidien, période 1926-1939 (édition de Rennes) sur gallica.bnf.fr.
- Ouest-France, édition de Vitré-Fougères, quotidien, période 1951-1961, Archives départementales d'Ille-et-Vilaine.
- Ouest-France, quotidien, articles de presse pour les éditions 1959, 1962, 1963, 1964 et 1969.
- La Chronique Républicaine, hebdomadaire, période 1948-1971, Archives municipales de Fougères (Ille-et-Vilaine).
- L'Opinion, hebdomadaire, période 1949-1955, Archives municipales de Fougères (Ille-et-Vilaine).
- Miroir du cyclisme, période 1960-1994, sur pandor.u-bourgogne.fr
- Bretagne cyclisme, mensuel, septembre 1971.
- Pascal Sergent, Encyclopédie illustrée des coureurs français depuis 1869, éditions de Eecloonaar, 1998

#### Produits dérivés
- Carte postale 1 (église), critérium 1964, Le Floch éditeur.
- Carte postale 2 (café Galesne), critérium 1964, Le Floch éditeur.